# 神奈川県
神奈川県（かながわけん）は、日本の関東地方に位置する県。県庁所在地は横浜市。都道府県別の人口では東京都に次いで第2位、昼間人口及び人口密度は東京都、大阪府に次ぐ第3位、県内総生産は東京都、大阪府、愛知県に次いで第4位となっている。
県内の市町村数は33存在する（19市13町1村）。県内の政令指定都市は全国で唯一の3市あり（横浜市・川崎市・相模原市）、中核市は横須賀市の1市、施行時特例市は小田原市・大和市・平塚市・厚木市・茅ヶ崎市の5市。藤沢市は人口が30万人を超えているが、中核市に指定されていない。

## 概要
神奈川県は関東地方の南西部に位置する県で首都圏の一角を成し、元の相模国全域と武蔵国の一部が該当する。面積は2416.55平方キロメートル（km2）で国土の約0.6%を占め、これは都道府県中第43位の規模である。人口は9,222,299人（2025年7月1日現在） で、日本の総人口の約7.4%を占める。

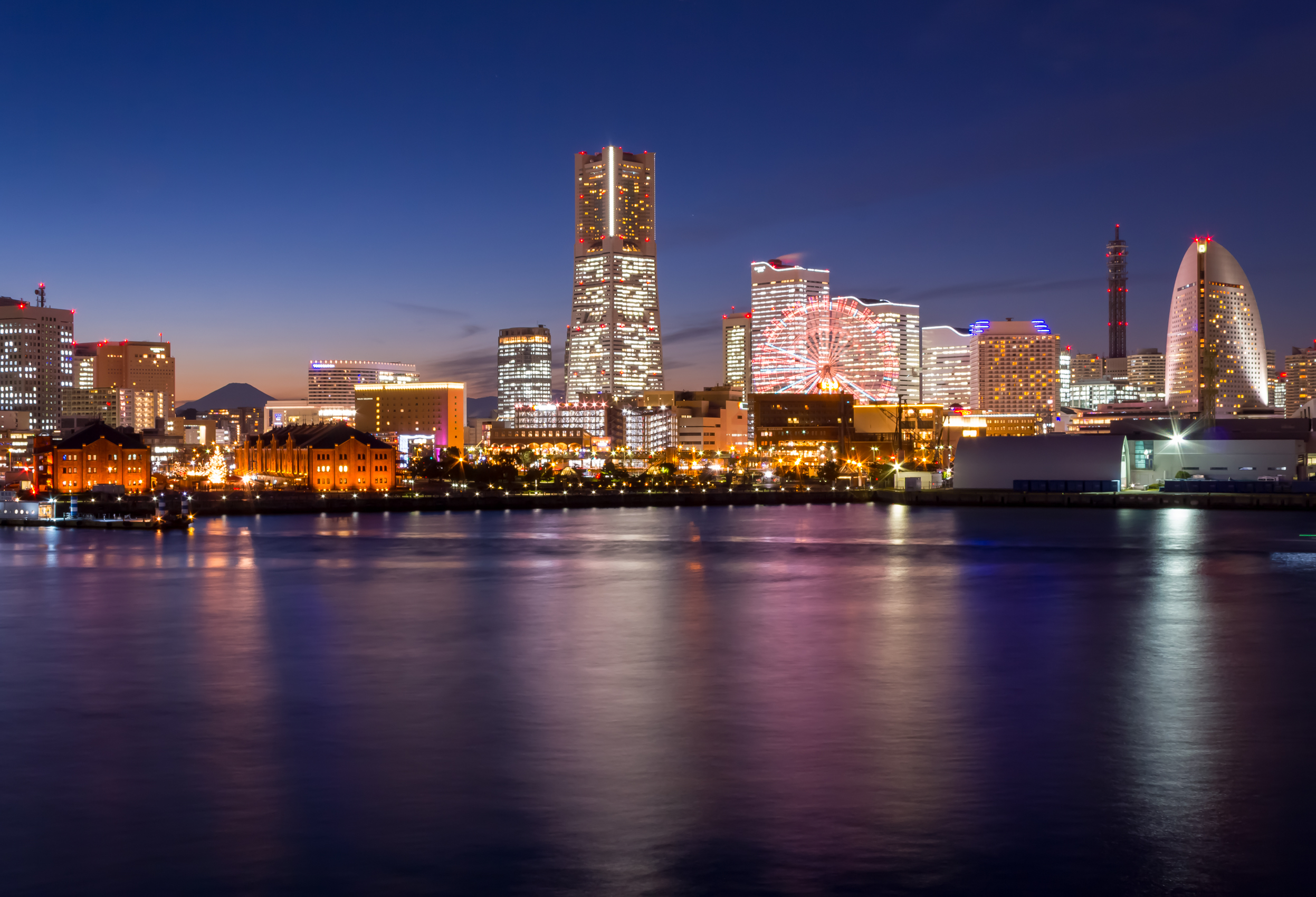
みなとみらい21（横浜市）の夜景

東日本に属するが、場合によっては中日本に分類されることもある。例として県内を通る東名高速道路と中央自動車道、小田原厚木道路は中日本高速道路（NEXCO中日本）の管轄である。また、県内の一部のJR線（東海道新幹線・御殿場線）はJR東日本ではなく、JR東海の管轄である。
県庁所在地である横浜市を中心に企業の進出が活発であり、2021年の神奈川県への本社移転数は327社で東京都に次ぐ第2位。転入超過は146社で全国トップとなっている。また、32年連続で県内転入が県外転出を上回っている（転入超過）。日本の都道府県で唯一、県内に3つの政令指定都市（横浜市・川崎市・相模原市）を有している。特に県庁所在地の横浜市の人口は約370万人であり、日本の基礎自治体の中で最大の人口を誇る。一方で県内に居住しながら東京都区部（23区）に通勤通学する人も多く、そのため県内の昼夜間人口比率は90弱程度と低い。首都圏の他の政令指定都市と同様に、横浜市・川崎市・相模原市の3市とも昼夜間人口比率が100を下回っており、県内全域が東京のベッドタウン・衛星都市的な性格が強い（「神奈川都民」も参照）。県央地域の厚木市が県内の市では唯一、昼夜間人口比率が100を上回っている。
県東部の横浜市、川崎市は、都市化・工業化が進んでおり、東京湾に面した京浜工業地帯の一角を形成する。県西部は緑豊かな丹沢山地から足柄山地、箱根山が連なり、酒匂川が流れる足柄平野には小田原城の城下町・小田原市が開ける。県中央部は相模原市、厚木市、海老名市などの平野部で都市化・工業化が進んでおり、相模川が流れ平塚市から相模湾に注ぐ。県南東部は、海沿いの湘南エリアの茅ヶ崎市、藤沢市が開け、鎌倉幕府が置かれた鎌倉市から、明治以来の軍港都市・横須賀市がある三浦半島にかけて、三浦丘陵が連なる。
新都心の横浜みなとみらい21、横浜赤レンガ倉庫、横浜中華街といった都市部の観光地だけでなく、箱根、茅ヶ崎、湘南・江の島（藤沢市）といった山や海のリゾート地にも恵まれている事から首都圏を中心に日本全国から観光客が訪れる県になっている。

### 概史
県域は、古くは相模国の中心である相模湾沿岸部と相模川流域部が栄えた。川崎市と横浜市の大部分を占める武蔵国の領域は、古東海道（矢倉沢往還）沿いと東京湾沿岸を中心に小規模な農漁村が形成された。相模国府は所在地が特定されていないが、現在の平塚市、大磯町、海老名市、小田原市域に置かれていたという説がある。
平安時代から武士団の活動が活発化し、末期には征夷大将軍・源頼朝により鎌倉に鎌倉幕府が置かれた。鎌倉時代の始まりである（開幕の時期は諸説あり）。鎌倉には鶴岡八幡宮を筆頭に神社仏閣が多数建立され、鎌倉五山も整備され、武士の都として機能した。その後、執権北条氏によって運営された鎌倉幕府は元寇の恩賞を分け与えられず、全国的に反乱を招く。幕府自体も新田義貞の鎌倉攻めにより滅亡。足利尊氏による室町時代へと時代は移る。室町時代には鎌倉公方が東の将軍府として置かれるも、政権争いが絶えず、最終的に鎌倉公方は茨城県古河に移り古河公方となり、武家の都・鎌倉の終焉を迎える。その際に鎌倉の街並みも破壊され、現在に至る街の連続性は失われた。
戦国時代には北条早雲が相模・伊豆を切り取り、日本最初の戦国大名となる。その後5代続いた後北条氏の拠点である小田原は隆盛を誇り、関東制覇に邁進した。当時の小田原城下の発展は西の山口に対し、東の小田原とまで言われた。日本最初の上水道も、この時代に整備された。しかし豊臣秀吉の快進撃の前に降伏を余儀なくされ、戦国大名としての北条氏は断絶に至った。秀吉の全国制覇の際、北条氏の領土は徳川家康に移り、家康は拠点を小田原から江戸に移した。その後江戸時代には江戸幕府の置かれた江戸への交通路として東海道が整備され、東京湾沿岸部の開発が進んだ。県域には幕府直轄の代官支配地と旗本・御家人の所領が多く配された。江戸時代中期以降、県域内に本拠を置いた大名領（藩）は西部の小田原藩（小田原市）及び規模の小さい2藩（荻野山中藩（厚木市中荻野）、武蔵金沢藩（六浦藩、横浜市金沢区））のみであるが、一方で県域外に本拠を置く大名の飛地領が多く置かれ（烏山藩（栃木県那須烏山市）、佐倉藩（千葉県佐倉市）、西大平藩（愛知県岡崎市）など）、県域内の支配はモザイク状に細分されていた。幕末には横浜港が開港され、明治時代に入ると東京湾沿岸部を中心として発展した。
戦前・戦後を通じて、京浜工業地帯周辺における商工業の発展と東京一極集中に伴うベッドタウン化などにより人口も増加したため、県内には過疎地域自立促進特別措置法によって指定された過疎地域が長らく存在しなかった。しかし、2017年3月31日付で足柄下郡真鶴町が過疎地域に指定された。また、後述（#人口）のように横須賀市や小田原市、三浦市など人口の停滞ないし減少が顕著な地域もあり、また足柄上地域などに中山間地域を抱えている点に他都道府県と変わりはない。

### 名称
県名は東海道筋に古くから栄えた宿場町である神奈川宿（現・横浜市神奈川区）、および幕末に戸部町（現・横浜市西区紅葉ケ丘）に置かれた神奈川奉行所に由来する。これら「神奈川」の由来は、京急本線京急東神奈川駅近くに流れていた長さ300メートルほどの小川の名前からで、現在は道路になっている。日米修好通商条約により、本来は神奈川湊が開港する予定であったが、実際は当時漁村であった横浜村（現・横浜市中区）が横浜港として開港した。

## 地理
神奈川県は関東地方の南西端に位置し、東西約78キロメートル (km) 、南北約60 kmとなっている。県域はかつての相模国全域と武蔵国久良岐郡・橘樹郡・都筑郡（現在の川崎市および横浜市の一部）からなる。西は丹沢山地で山梨県、箱根山地で静岡県と接する。東は東京湾に面し、東京湾アクアラインを介して千葉県と連絡する。南は相模湾に面し、三浦半島が太平洋に突出する。北東部の川崎市では多摩川下流が東京都との境界となっているが、中流部では東京都に属する稲城市、多摩市、町田市が多摩川以南に張り出し、町田市はその南西部で境川を都県境として本県の相模原市、大和市と接している。
土地の利用区分面積（2022年）は、森林・原野が38.8%を占め、以下、宅地の27.8%、農用地の7.4%、道路の8.4%、水面の3.9%と続く。
県内の最高峰は蛭ヶ岳(1,673 m)で、檜洞丸(1,601 m)、大室山(1,588 m)が続く。川の長さは相模川(55.6 km)が最も長く、境川(52.1 km)、中津川(32.8 km)が続く。湖の面積は芦ノ湖(7.1 km2) が最も広く、宮ヶ瀬湖 (4.6 km2)、相模湖(3.3 km2)と続く。

### 広袤（こうぼう）
国土地理院の全国都道府県市区町村別面積調によると、神奈川県の面積は2416.55km2である。
神奈川県の東西南北それぞれの端は以下の位置である。北端は生藤山、南端は城ヶ島の安房崎、東端は川崎浮島ジャンクション、西端は三国山 (神奈川県・山梨県・静岡県）の北にある三国峠である。加えて、重心も併記する。また統計局の平成27年国勢調査によると、人口重心は横浜市旭区南希望が丘にある。
| 重心 （伊勢原市石田） 北緯35度25分03秒 東経139度20分14秒 / 北緯35.41750度 東経139.33722度        | 北端 （相模原市緑区佐野川） 北緯35度40分22秒 東経139度08分01秒 / 北緯35.67278度 東経139.13361度 ↑             | 人口重心 （横浜市旭区南希望が丘） 北緯35度27分10.74秒 東経139度30分41.93秒 / 北緯35.4529833度 東経139.5116472度 |
| 西端 （足柄上郡山北町世附） 北緯35度24分17秒 東経138度54分57秒 / 北緯35.40472度 東経138.91583度← | 神奈川県庁舎所在地 （横浜市中区日本大通） 北緯35度26分52秒 東経139度38分33秒 / 北緯35.44778度 東経139.64250度 | 東端 （川崎市川崎区浮島町） →北緯35度31分07秒 東経139度47分46秒 / 北緯35.51861度 東経139.79611度                |
|                                                                                                  | ↓南端 （三浦市城ヶ島） 北緯35度07分44秒 東経139度37分44秒 / 北緯35.12889度 東経139.62889度                    | |

### 地形
県域は中央部を南流する境川と相模川によって大きく東部丘陵地帯（境川以東）、中央部低地帯（境川-相模川）、西部山地帯（相模川以西）に分けられる。海岸線の長さは約430 kmに及び、変化に富んでいる。

#### 東部:多摩丘陵・三浦半島
多摩川と境川にはさまれた県内東部の地形を特徴づけるのは多摩丘陵を中心とする丘陵地形である。東京都多摩地域南西部から続く多摩丘陵のうち、県内に属するのは南部の標高70〜90 mほどの低位面である。東京湾側斜面と相模湾側斜面とを分ける分水界は西に偏しており、東京湾側では多摩川支流の三沢川や五反田川、鶴見川とその支流の恩田川、さらに帷子川や大岡川などによって、また相模湾側斜面では境川支流の柏尾川とその支流によって樹枝状に侵食された谷（谷戸）が分布する。
川崎市高津区南部から横浜市港北区・鶴見区・神奈川区にかけての高台はこの丘陵面よりも一段低い標高40〜60 mほどの洪積台地で、鶴見区内の地名から下末吉台地と呼ばれる。横浜市中部の野毛山・久保山や根岸台などの高台も同じ堆積面と考えられ、また多摩川対岸の武蔵野台地南東部の荏原台や淀橋台とも対比される。多摩川は北の武蔵野台地と南の多摩丘陵・下末吉台地の間を流れ、沖積低地を形成する。川崎市川崎区と東京都大田区南部（蒲田・六郷・羽田地区）にかけて三角州を形成しているが、人工的な地形改変が著しい。
多摩丘陵の主稜線は、横浜市の最高地点である円海山(153 m)・大丸山(156 m)を経て三浦半島に続く。三浦半島はそのほとんどを三浦丘陵によって占められ、これを侵食する小河川沿いに開けた谷戸に鎌倉、逗子、横須賀などの都市が分布する。しかし平坦地が乏しいために、横須賀では早い段階から丘陵上にまで市街化が進み、他の地域でも高度経済成長期後半以降大規模な地形改変による宅地開発が行われている。横須賀市南部の平作川の河谷付近よりも南では衣笠断層や北武（きたたけ）断層、武山（たけやま）断層など、西北西 - 東南東方向に伸びる活断層が並行している。この活断層群は浦賀水道を挟んだ房総半島南部まで続く。半島南端の武山断層以南の三浦市では大きく分けて3段の海岸段丘が発達し、段丘面上には平坦地が広がる。段丘を樹枝状に侵食する河谷の末端は沈水して、小網代湾や油壺湾などの溺れ谷が分布する。

#### 中央部:相模平野

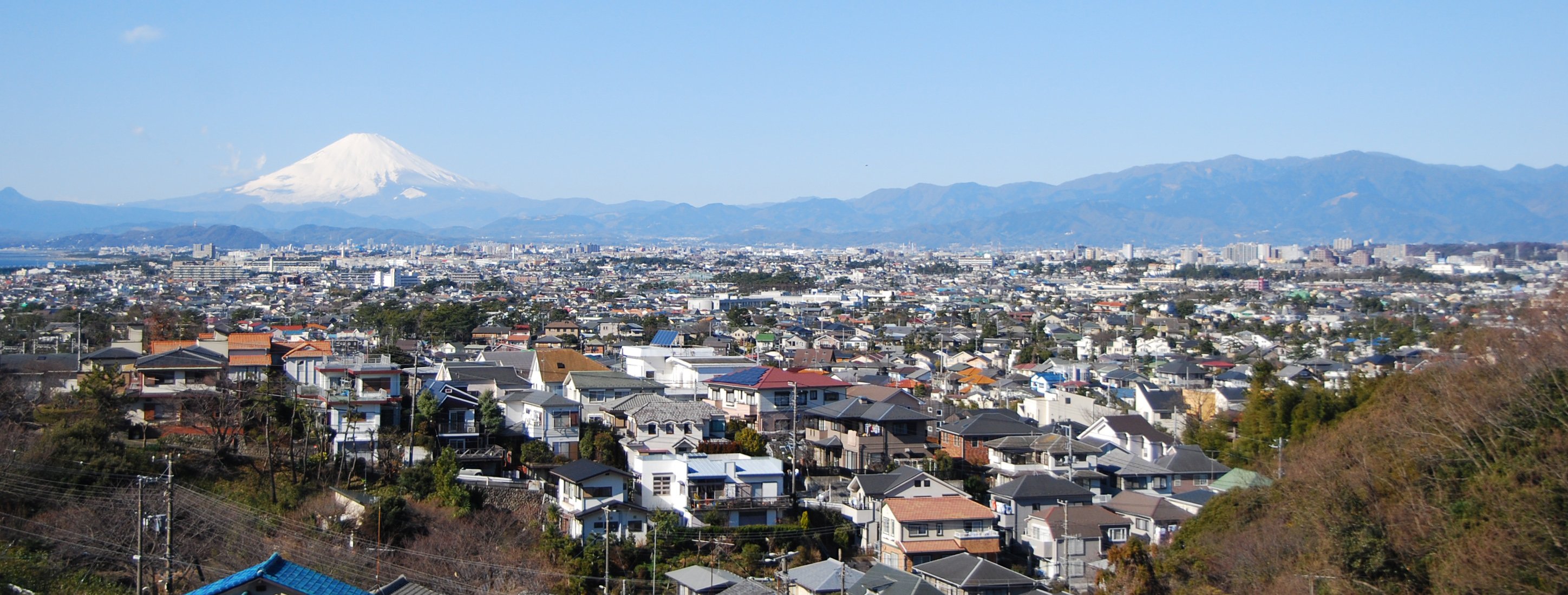
相模平野

県中央部の相模川中下流域に広がる階段状の平坦地を相模平野と呼ぶ。広義には関東平野の一部とされることもあるが、多摩丘陵によって分離され、地質構造上は独立の堆積盆地とされる。相模川の堆積作用によって形成された相模平野は、古い堆積面である相模野台地（相模原台地）と現在の堆積面である相模川低地とに分けられる（相模川低地の部分を「相模平野」と呼ぶこともある）。
相模野台地は、相模川左岸と境川の間の大部分を占める洪積台地であり、西側の相模川沿いで顕著に見られる階段状の地形は最終間氷期以降に形成された河岸段丘である。北部の相模原市（旧市域）では大きく3段の平坦面に分けるが、台地南西端に位置し地質的な由来を異にする高座台地や、さらに古い時代の堆積面が丘陵となってわずかに残る座間丘陵など、詳細には10数段の平坦面が分布する。一方、相模川右岸にも中津台地と呼ばれる洪積台地が愛川町東部から厚木市北部にかけて広がっているが、その規模は相模野台地に比べると小さい。
相模川は相模原市当麻（たいま）付近で流路を南に変え、海老名・厚木付近から両側に自然堤防と後背湿地を発達させた沖積低地を形成する。この低地は西の丹沢山地から流れ出す金目川水系が相模川右岸に形成した低地と一体となって県中央部に広い平野を作る。相模国内では早くから開発された地域であり、海老名には国分寺が建立され、寒川町には相模国一ノ宮である寒川神社が鎮座する。平塚から藤沢かけての相模湾岸には、縄文海進高潮期以降の海岸線の後退を反映して10列以上の砂堆列が分布する。湘南海岸として知られるこの砂浜は、相模川や酒匂川などから供給された土砂に由来すると考えられているが、近年はダム建設などによる供給との不均衡から茅ヶ崎市などで侵食が著しい。

#### 西部:丹沢・箱根火山
県西部の山地は、それぞれの間に位置する秦野盆地と足柄平野によって北部の丹沢山地、東部の大磯丘陵、西部の箱根火山および足柄山地に分けられる。
足柄平野の北東縁で大磯丘陵との境界をなす直線的な急崖は国府津-松田断層帯と呼ばれる非常に活発な活断層によるものであり、これを山北町の神縄断層に延長した神縄・国府津-松田断層帯は東日本を載せる北アメリカプレートと伊豆半島を載せるフィリピン海プレートの境界と考えられている。丹沢山地は、フィリピン海プレートに載って南から移動してきた伊豆半島が本州に衝突することで隆起して形成された山地であり、大磯丘陵は神縄・国府津-松田断層帯の活発な活動の蓄積によって隆起した丘陵である。神縄・国府津-松田断層帯は相模湾底の相模トラフに続き、1703年（元禄16年）の元禄大地震や1923年（大正12年）の関東地震（関東大震災）などの大地震の震源となっている。
箱根火山は伊豆・小笠原弧に属し、二重の外輪山を持つ大規模な複式火山である。約65万年前に活動を始め、現在の熱海 - 三島 - 御殿場 - 小田原を山麓とする巨大な火山が形成された。約25万年前に起きた巨大噴火以降、白銀山 - 大観山 - 三国山 - 金時山 - 明神ヶ岳 - 明星ヶ岳を外輪山（古期外輪山）とする最初のカルデラが形成され、約6万5千年前の大噴火のころまでに浅間山-鷹巣山および屏風山を東側の外輪山（新期外輪山）とする新しいカルデラが形成された。現在の中央火口丘である神山や駒ヶ岳などは約3万年前に活動を開始し、それ以前に形成されていた古い中央火口丘を覆って成長した。中央火口丘からの火砕流や山体崩壊による堆積物が北側を回って流れていた早川を堰き止め、仙石原や芦ノ湖が形成された。箱根火山では現在でも大涌谷で噴気活動が見られ、周囲に箱根温泉、湯河原温泉など多くの温泉が分布する。

### 気候
ほぼ全土がケッペンの気候区分によると温暖湿潤気候に含まれるが、丹沢山地の高標高地域は西岸海洋性気候または亜寒帯湿潤気候に分類される。
太平洋側気候（但し相模原市のうち旧相模湖町・旧藤野町・旧津久井町地域は中央高地式気候に属する）で太平洋側に位置するため、温暖であり、また雨量が多い。県内の気温観測点は気象台を含めても5つで、全都道府県の中でもっとも少ない。政令指定都市である相模原市は2地点での雨量観測に限られ、川崎市に至っては雨量観測点を含む、アメダス自体が設置されていない。県内平野部とは大きく気候が異なる箱根や相模湖など周辺の西部山間地域でもアメダスは雨量計のみで気温観測計は設置されていない。気象庁の予報警報規程では東部（代表地:横浜）と西部（代表地:小田原）に分けられ、天気予報が発表される。ただしこの区分による「東部」と「西部」の境界は相模川ではなく、相模川東岸の旧市域を含めた相模原市全域が「西部」に、逆に相模川の西側に位置する平塚市・大磯町・二宮町が「東部」に属する。2010年5月27日に同規程が改正され、気象警報・注意報は市町村単位で発表されるようになったが、従前の発表単位であった旧「二次細分区域」（改正後は市町村が「二次細分区域」とされている）はそのまま市町村等をまとめた地域として適宜報道機関などで用いられている。これも含めた県内の区分は以下の通りである。
- 東部
  - 横浜・川崎 - 横浜市、川崎市
  - 湘南 - 平塚市、藤沢市、茅ヶ崎市、大和市、海老名市、座間市、綾瀬市、寒川町、大磯町、二宮町
  - 三浦半島 - 横須賀市、鎌倉市、逗子市、三浦市、葉山町
- 西部
  - 相模原 - 相模原市
  - 県央 - 秦野市、厚木市、伊勢原市、愛川町、清川村
  - 足柄上 - 南足柄市、中井町、大井町、松田町、山北町、開成町
  - 西湘 - 小田原市、箱根町、真鶴町、湯河原町

横浜・川崎、湘南、三浦半島、西湘は海洋性気候、相模原、県央、足柄上は内陸性気候を併せ持つ。

#### 各地の気候特色
| 平年値 （月単位） | 平年値 （月単位） | 東部・沿岸部  | 東部・沿岸部  | 東部・沿岸部  | 内陸・多摩丘陵 | 内陸・多摩丘陵    | 西部・沿岸部  | 西部・山間部  | 西部・山間部  | 西部・山間部  |
| 平年値 （月単位） | 平年値 （月単位） | 横浜          | 三浦          | 藤沢 辻堂     | 海老名         | 相模原 相模原中央 | 小田原        | 相模原 相模湖 | 丹沢湖        | 箱根          |
| ----------------- | ----------------- | ------------- | ------------- | ------------- | -------------- | ----------------- | ------------- | ------------- | ------------- | ------------- |
| 平均 気温 (°C)    | 最暖月            | 26.7 （8月）  | 26.3 （8月）  | 26.6 （8月）  | 26.5 （8月）   |                   | 25.9 （8月）  |               |               |               |
| 平均 気温 (°C)    | 最寒月            | 5.9 （1月）   | 6.4 （1月）   | 6.1 （1月）   | 4.6 （1月）    |                   | 5.3 （1月）   |               |               |               |
| 降水量 (mm)       | 最多月            | 233.8 （9月） | 195.5 （9月） | 191.3 （9月） | 243.6 （9月）  | 270.2 （9月）     | 246.6 （9月） | 271.1 （9月） | 313.9 （9月） | 451.4 （8月） |
| 降水量 (mm)       | 最少月            | 54.8 （12月） | 56.1 （1月）  | 57.7 （2月）  | 58.3 （12月）  | 54.6 （2月）      | 60.2 （12月） | 46.4 （12月） | 62.1 （12月） | 87.4 （12月） |

- 京浜地区 - 川崎市から横須賀市にかけての沿岸地域が京浜地区に該当する。横浜市は気象台が海のそばにあるため、冬日にはほとんどならず、冬の最低気温は同じ横浜市内でも内陸部とは大きな差がある。また、気温が高いために南岸低気圧による積雪も内陸部より少ない。夏は暑く、熱帯夜が非常に多い。この地域の気候は、特にヒートアイランドの影響を強く受けている。
- 湘南・三浦半島 - 湘南地域や三浦半島は海洋性の気候で温暖であり、霜が降りることも少ない。夏も酷暑とはならずに、1年を通して温暖・温和な気候となっている。三浦半島南端の三浦市は年間降水量が県内で最も少ない。
- 多摩丘陵・内陸平野部 - 東京の多摩地域とほぼ同じ気候であり、相模原市や厚木市の他、横浜市や川崎市の内陸地域なども該当する。冬は寒く、冬日の数もかなり多くなる。海老名市は1月の平均気温が県内のアメダス地点では最も低くなっており、平均最低気温が−0.7度と氷点下であり、時に氷点下5度以下まで下がる。しばしば南岸低気圧による大雪をもたらし、1980年代以降でも30〜40 cm前後の積雪を記録したこともある。一方、内陸部においては丹沢山地により北風の流入が妨げられる影響で、南西部ほど雪が降りにくく、厚木市中心部や伊勢原市では積雪となる事は少ない。他方で右影響の小さい横浜市西部などでは積雪が増える。夏は日中かなり暑くなり猛暑日も多い。人口過密であるにもかかわらず、この地域のアメダス気温観測地点は海老名しか存在しない。
- 西湘 - 相模川以西の小田原市、秦野市などの平野部は冬季は南岸低気圧が通過する場合も、暖気を巻き込むことが多いために、雨や霙となる場合が多く、ほとんど積雪とはならない。しかし、山間部の気候も含めて天気予報が表示されるために実態とは裏腹に雪マークがつくことが多くなっている。一方、ヒートアイランドの影響が小さいために晴れた朝は冷え込み、京浜沿岸地区に比べても冬日の数は多い。また、夏は比較的過ごしやすい。年間降水量も東部よりも多い。
- 相模山間部 - 山梨県に隣接する山間地域の相模原市緑区旧相模湖町、津久井町、藤野町域や箱根町などは内陸性気候となり寒さが厳しい。箱根町の仙石原のような標高が高く平坦な場所では冷気が蓄積されやすく寒さが厳しいとされる。夏は冷涼で避暑地となる。冬季の南岸低気圧により箱根や丹沢などの山地ではかなりの積雪をもたらす。また、箱根火山付近を中心とする西部の山岳地帯で年間降水量が県内最多の多雨地帯となり、東部に向かって年間降水量が減る傾向にある。この気候を代表するような地点でのアメダスでの気温観測は行われておらず、小田原アメダスよりは静岡県御殿場市のアメダスがより近いともいえる。

グラフ（月ごとの値）

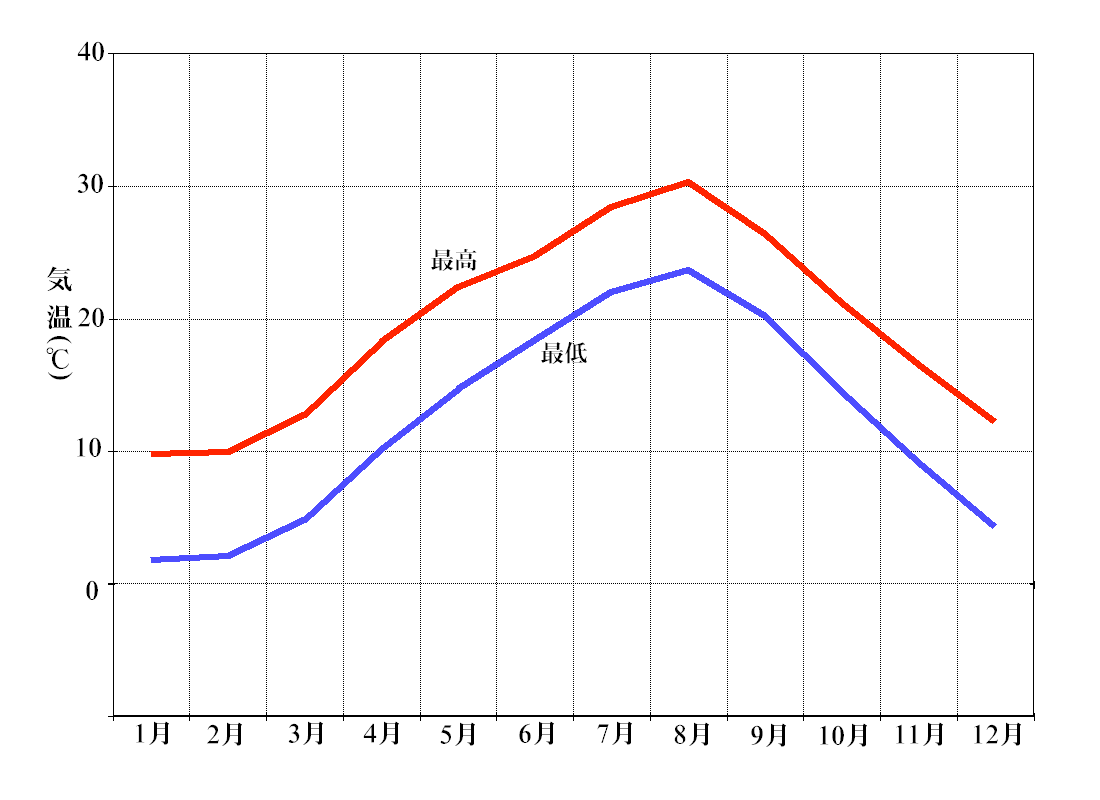
横浜市の平年気温
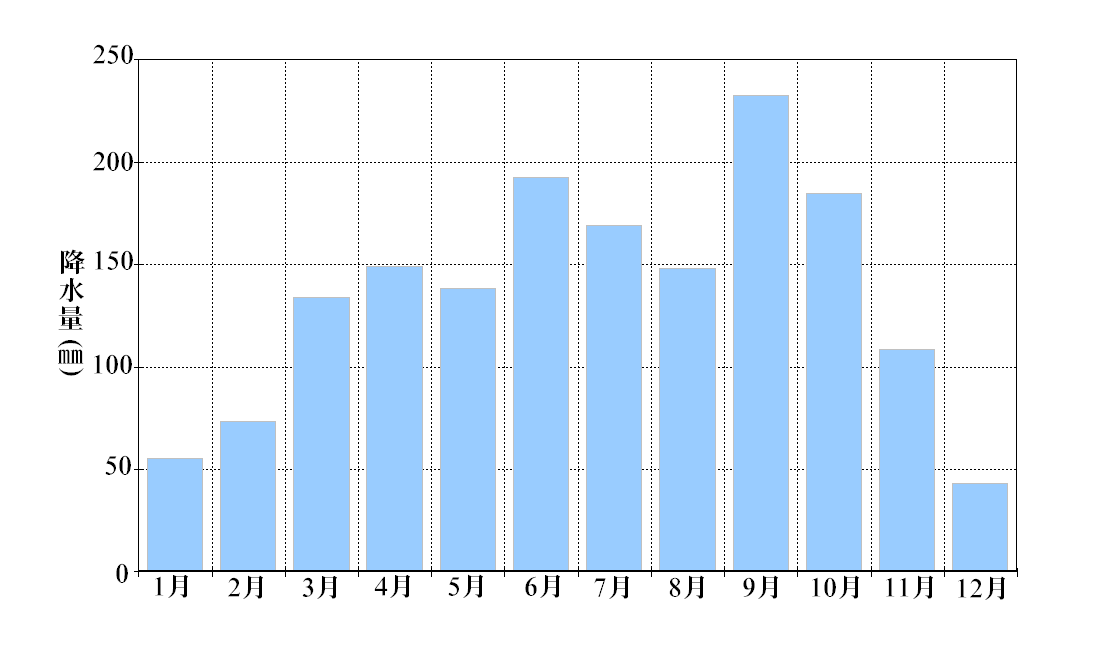
横浜市の平年降水量
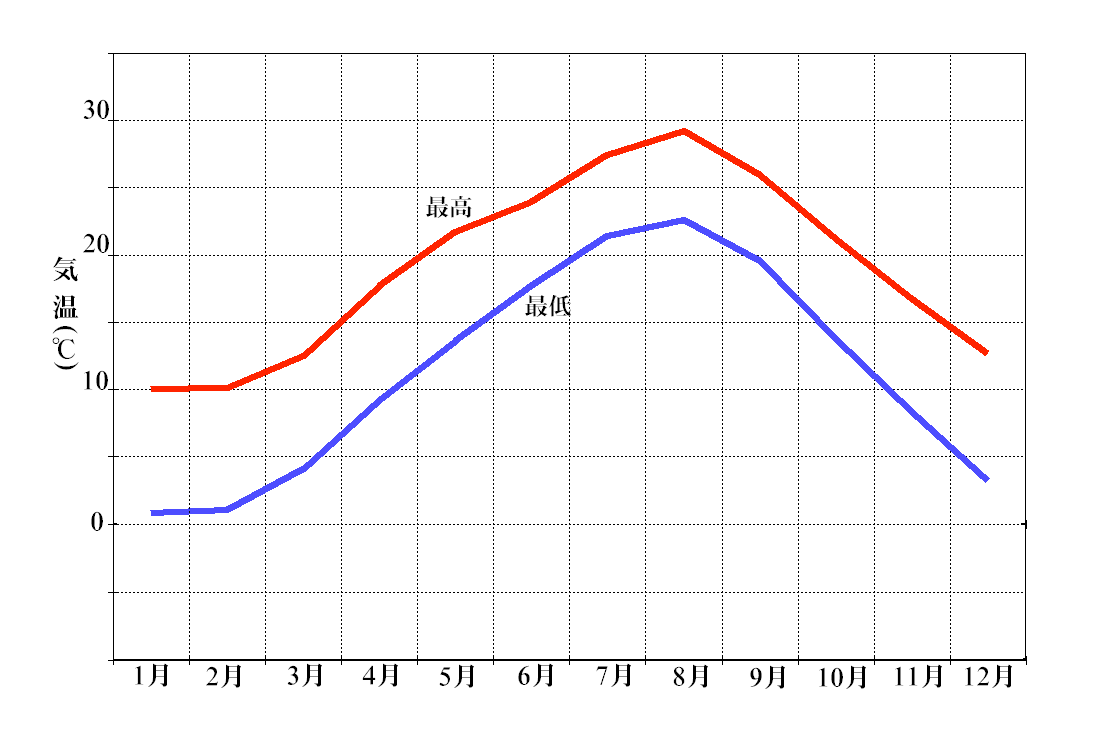
小田原市の平年気温
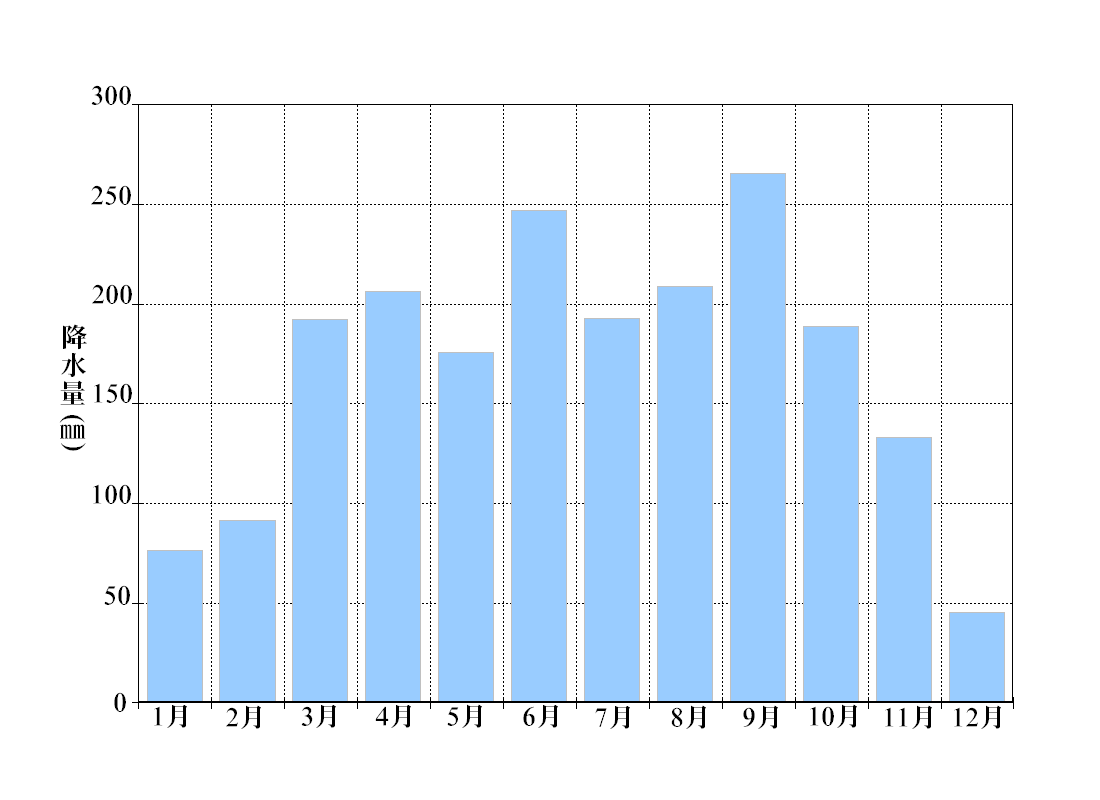
小田原市の平年降水量

- 横浜地方気象台のデータによる
- 横浜・東京は1971年 - 2000年、小田原、海老名は1979年 - 2000年の平均値

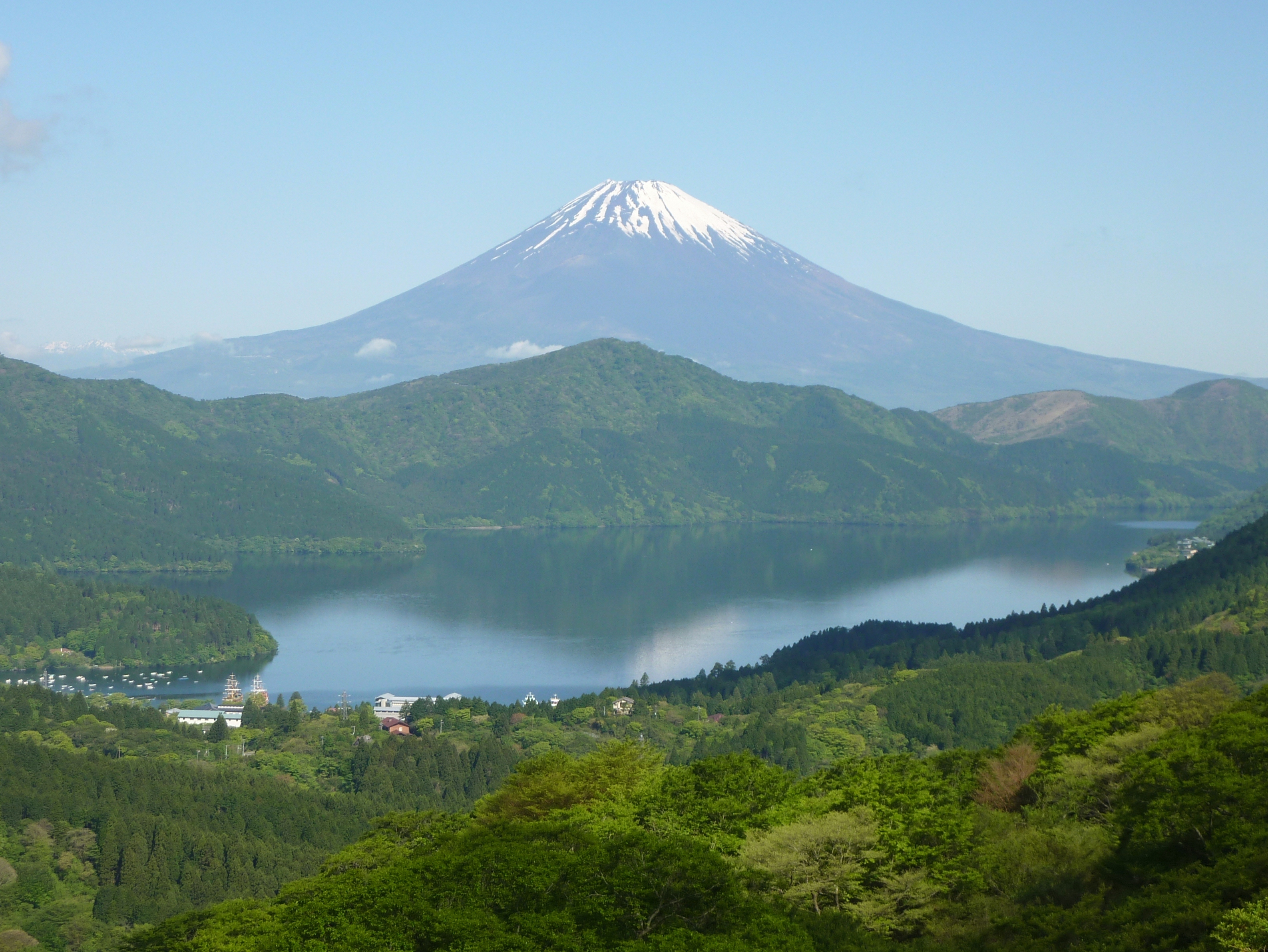
県道75号より芦ノ湖と箱根外輪山と富士山（富士箱根伊豆国立公園）

### 自然公園
国立公園
富士箱根伊豆国立公園
国定公園
丹沢大山国定公園
県立自然公園
神奈川県立丹沢大山自然公園
神奈川県立陣馬相模湖自然公園
神奈川県立真鶴半島自然公園
神奈川県立奥湯河原自然公園

## 地域
人口：9,222,299人
以下の19市6郡13町1村がある。町の読みはすべて「まち」、村は「むら」。横浜地域、川崎地域、横須賀三浦地域、県央地域、湘南地域、県西地域の6つの地域区分がある。

### 横浜地域
圏域内人口：3,773,476人
- 市
  - 横浜市 - 県庁所在地・政令指定都市（18区）
    - 鶴見区 - 神奈川区 - 西区 - 中区 - 南区 - 保土ケ谷区 - 磯子区 - 金沢区 - 港北区 - 戸塚区 - 港南区 - 旭区 - 緑区 - 瀬谷区 - 泉区 - 栄区 - 青葉区 - 都筑区

### 川崎地域
圏域内人口：1,557,683人
- 市
  - 川崎市 - 政令指定都市（7区）
    - 川崎区 - 幸区 - 中原区 - 高津区 - 多摩区 - 宮前区 - 麻生区

### 横須賀三浦地域
圏域内人口：663,189人
- 市
  - 横須賀市 - 中核市・保健所政令市
  - 鎌倉市
  - 逗子市
    - ※逗子市（当時逗子町）は一時期、横須賀市の一部であった。

  - 三浦市
- 町
  - 三浦郡
    - 葉山町

### 県央地域
圏域内人口：1,588,041人
- 市
  - 相模原市 - 政令指定都市（3区）[16]
    - 緑区 - 中央区 - 南区
    - ※相模原市は従来「県央地域」に含まれていたが、2006年（平成18年）3月20日の津久井郡津久井町・相模湖町の編入に伴い、県は「津久井地域」としていた旧津久井郡4町の区域を管轄する出先機関（県政総合センター）を統合して県北地域県政総合センターを設置した。2007年（平成19年）3月11日の津久井郡城山町・藤野町の編入に伴い、新・相模原市全域が「県北地域」となった。
2008年（平成20年）4月1日に県央地域県政総合センターと県北地域県政総合センターを統合し、県央地域県政総合センター[16] を設置した。これに伴い、相模原市は再度「県央地域」に含まれることになった。

  - 厚木市 - 施行時特例市[16]
  - 大和市 - 施行時特例市[16]
  - 海老名市[16]
  - 座間市[16]
    - ※座間市（当時座間町）は、元々相模原市（当時相模原町）の一部であった。

  - 綾瀬市[16]
- 町
  - 愛甲郡
    - 愛川町[16]
- 村
  - 愛甲郡
    - 清川村[16]
- ※北相地域ともいう。

### 湘南地域
圏域内人口：1,313,093人
- 市
  - 平塚市（施行時特例市）
  - 藤沢市（保健所政令市）
  - 茅ヶ崎市（施行時特例市）
  - 秦野市
  - 伊勢原市
- 町
  - 高座郡
    - 寒川町

  - 中郡
    - 大磯町
    - 二宮町
- ※藤沢市は人口が30万人を超えているが、中核市には指定されていない。
- ※秦野市と伊勢原市を除く6市町で湘南市構想があったが、白紙撤回された。

### 県西地域
圏域内人口：326,817人
- 市
  - 小田原市（施行時特例市）
  - 南足柄市
- 町
  - 足柄上郡
    - 中井町
    - 大井町
    - 松田町
    - 山北町
    - 開成町

  - 足柄下郡
    - 箱根町
    - 真鶴町
    - 湯河原町
- ※西湘地域ともいう。
- ※2017年12月現在、小田原市と南足柄市の間で任意合併協議会が設置されており、2020年度中の合併が計画されたが、見送られることとなった。

※人口は2025年7月1日現在

## 歴史

### 太古

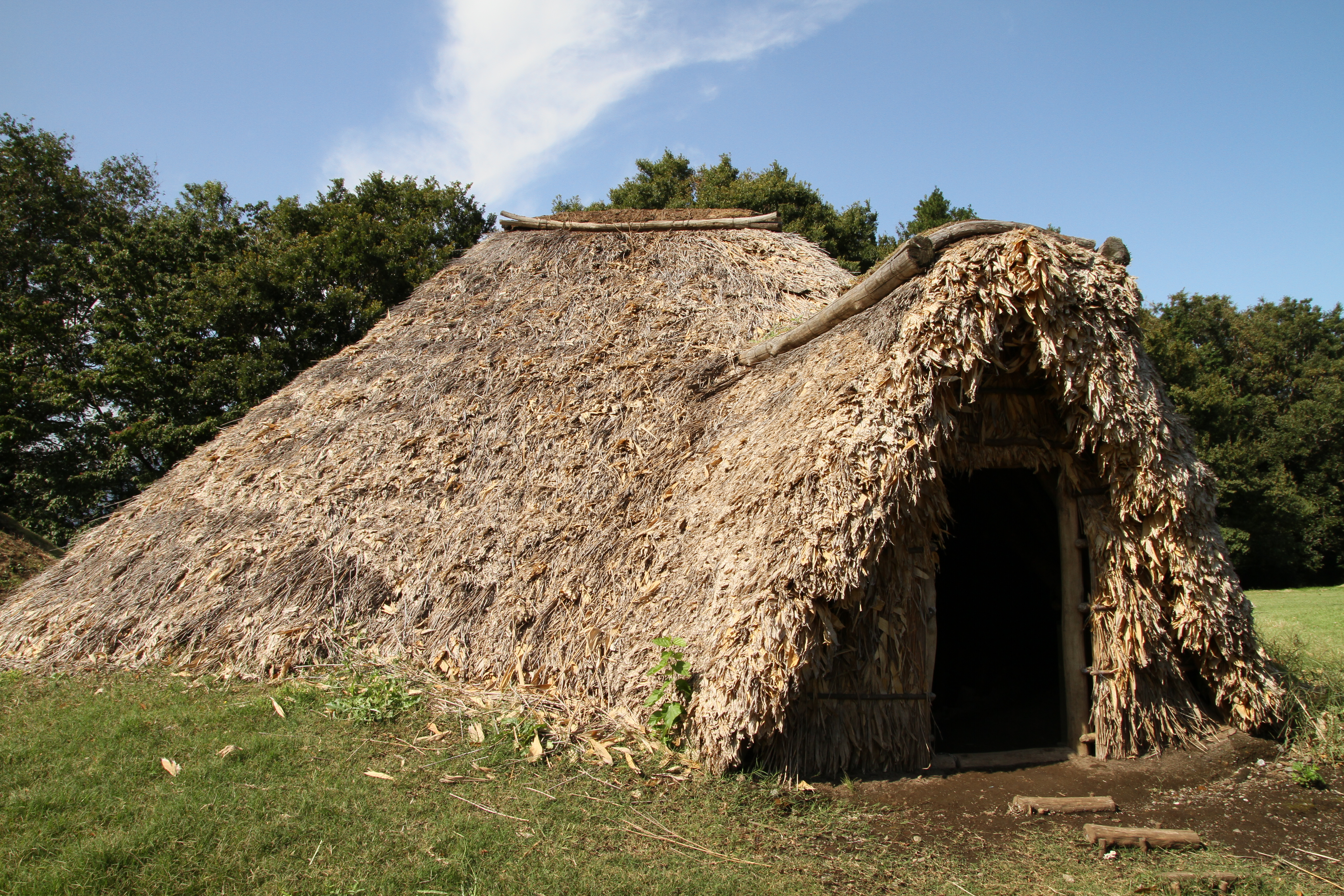
相模原市・勝坂遺跡

神奈川県内の旧石器時代の遺跡は、相模原市の田名向原遺跡・小保戸遺跡や、宮ケ瀬遺跡群（愛甲郡清川村）・柏ヶ谷長ヲサ遺跡（海老名市）など300か所以上発見されており、現在、県内最古の石器とされるものは綾瀬市吉岡遺跡群D区の関東ローム層（立川ローム）B5層（相模野第Ⅰ期）中で検出された、35000年前の石器群とされる。これは関東地方でも最古級の石器と言われる。田名向原遺跡（国の史跡）で発見された住居状遺構は、国内でも最古級の20000年前にさかのぼる住居跡とされる。
縄文時代の遺跡は県内全域にわたって多く見られ、代表的な遺跡として勝坂式土器の名前の由来となった相模原市の勝坂遺跡（国の史跡）や、国内最大級の規模を誇る巨大集落址が発掘された高座郡寒川町の岡田遺跡、国内最古級の貝塚である横須賀市の夏島貝塚（国の史跡）などがある。ニール・ゴードン・マンローが発見した三ツ沢貝塚（横浜市神奈川区）や、縄文時代の集落形態である環状集落の姿が初めて明らかにされた南堀貝塚（横浜市都筑区）など、学史に残る遺跡も多数存在する。
弥生時代の遺跡は、前期段階のものは少ないが、小田原市の中里遺跡は、関東地方の弥生時代の集落としては最初期のものとされる。横浜市都筑区の大塚遺跡は、高台に造られた弥生中期の環濠集落で、当時代の大規模環濠集落が完全な形で発掘された極めて稀有な事例である。また大塚遺跡に近接した歳勝土遺跡では同時期の方形周溝墓群が発見され、大塚集落に住んだ人びとの墓地であることが明らかになった。居住域と墓域が一体的に把握できる貴重な遺跡であるとして、大塚・歳勝土遺跡の名で残存部分が1986年（昭和61年）1月31日に国の史跡に指定された。
古墳時代の5世紀前半には、在地豪族がヤマト王権に服属。相模川流域に相武国造、酒匂川流域に師長国造、鎌倉・三浦付近に鎌倉別が任命された。安閑天皇元年（534年?）には橘樹郡・久良岐郡に屯倉が設けられる。

### 古代
古代（奈良時代・平安時代）から中世（鎌倉時代～戦国時代）にかけては、住人の中の富者が開墾地を広げ貢納物資の輸送にあたるなどしてさらに富裕となり、これを守るための自衛武力を蓄える。中央から相模・武蔵に派遣された役人の土着が相次いだ。
神奈川県域は、相模国八郡と武蔵国三郡からなる。国司が政務を執る政庁（国衙）は、国府と呼ばれた。
相模国府は、『和名類聚抄』（931年～938年編纂）には大住郡（平塚市）、『伊呂波字類抄』（平安時代末～鎌倉時代初期成立）には余綾郡（中郡大磯町）にあったとあることから、所在地に変遷があったとして長く論争が行われてきた。相模国分寺が高座郡（現海老名市）にあることから、江戸末～明治時代に「高座郡（海老名）→大住郡（平塚）→余綾郡（大磯）」という「国府三遷説A」が提唱されたが、大正～昭和初期には「大住郡（平塚または伊勢原市）→余綾郡（大磯）」の「国府二遷説」も浮上した。さらに1950年代以降、小田原市（足下郡）で発見された「千代寺院（千代廃寺）跡」を初期の相模国分寺と見て「足下郡（小田原）→大住郡（平塚）→余綾郡（大磯）」という「三遷説B」が提唱された。現代の考古学の発掘調査成果では、1989年（平成元年）に平塚市四之宮の稲荷前A遺跡で「国厨」「大住厨」銘のある墨書土器が出土したことや、2004年（平成16年）の湘南新道建設事業に伴う調査で同市四之宮の六ノ域・坪ノ内遺跡から国府脇殿と見られる8世紀前葉の大型掘立柱建物が検出されたことで、相模国府は成立当初から平塚（大住郡）にあり、後に余綾へ移転したとする「二遷説」が有力化してきている。
武蔵国府は、東京都府中市の大國魂神社付近とされ、神社境内の東隣から国庁脇殿と考えられる掘立柱建物跡や瓦が出土し、武蔵国府跡として国の史跡に指定されている。
聖武天皇によって天平13年（741年）に詔が出され、全国に国分寺（僧寺と尼寺）が造営された。武蔵国分寺は東京都国分寺市に所在し、僧寺は中門・金堂・講堂が一直線に並ぶ東大寺式伽藍配置である。寺域は3〜4町四方（約15ha）で、全国でも最大規模に属する。
相模国分寺は、海老名市国分にある。僧寺は東西160m、南北120mの回廊をめぐらし、中門・東西に金堂と塔・講堂が配置された法隆寺式伽藍配置で、詔が出された天平より古い白鳳様式であるので、郡司の氏寺を改修したものと考えられている。尼寺は、中門・金堂・講堂と並び、講堂の両脇に経蔵と鐘楼がある。
延喜式内社としては足上郡に寒田神社、余綾郡に川勾神社、大住郡に前鳥神社、高部屋神社、高座郡に寒川神社（名神大社）などが鎮座する。

### 中世

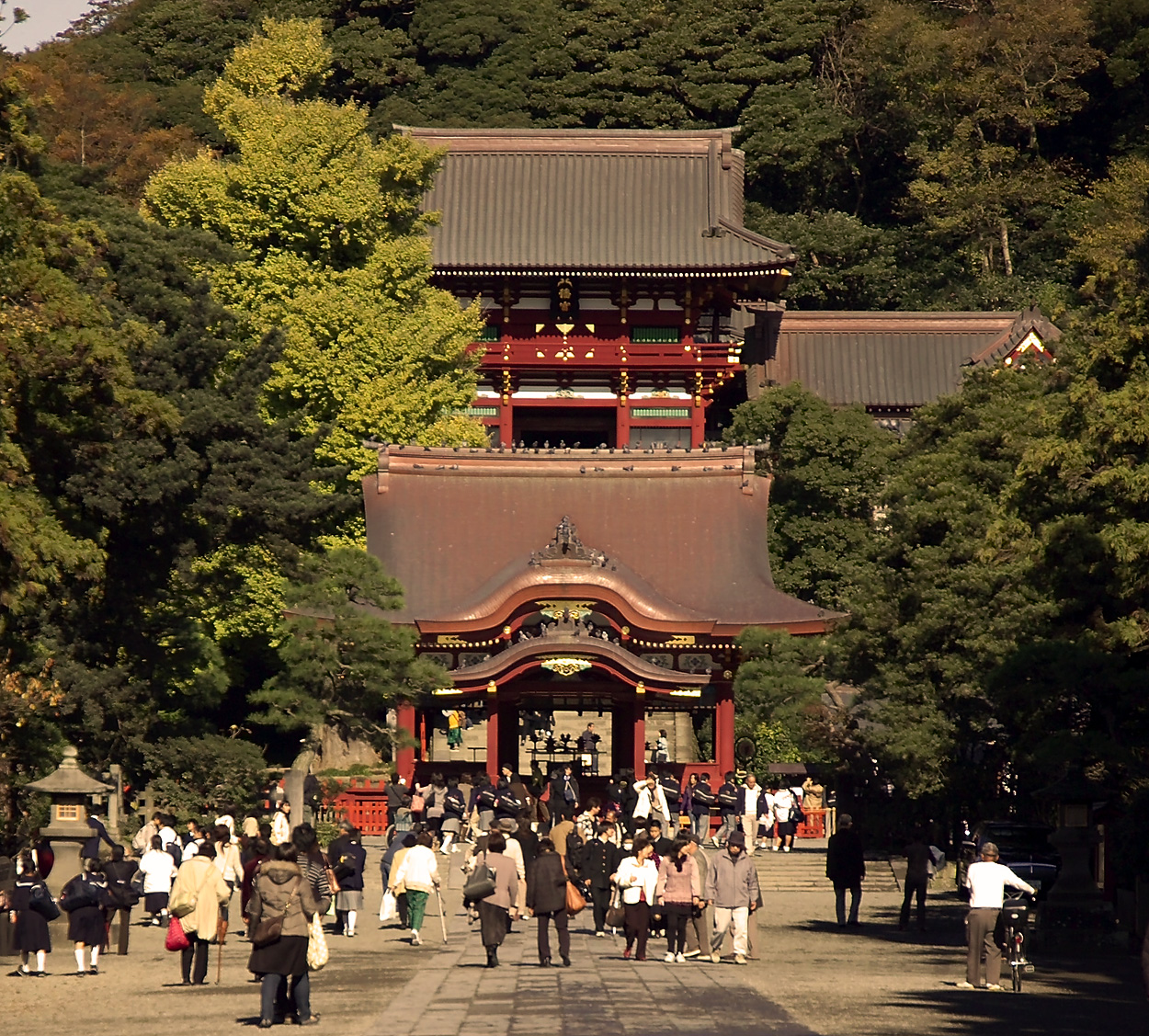
鎌倉・鶴岡八幡宮

中世には鎌倉に初めて幕府が開かれ、武家政治の中心となる（鎌倉時代）。
室町時代には、室町幕府により、関東八ヶ国（関八州）及び甲斐、伊豆の十カ国 を統治する為に鎌倉府が置かれている。実質的な政務は、鎌倉府の長である鎌倉公方ではなく、補佐役の関東管領が執り行っていたため、関東管領の直轄地となっていた。
戦国時代には小田原城を拠点とする戦国大名北条氏が旧支配勢力を滅ぼし、関東の覇者として不動の地位を固めた。後北条氏の優れた統治のもと、小田原は関東最大の都市(城下町)に成長した。独自に日本国外と交易を行い、城下に唐人町を抱え、3代当主北条氏康によって日本で初めての水道である小田原早川上水が建造されるなど、当時「西の山口、東の小田原」と謳われた程国内でも発展した都市の一つとなっていた。

### 近世

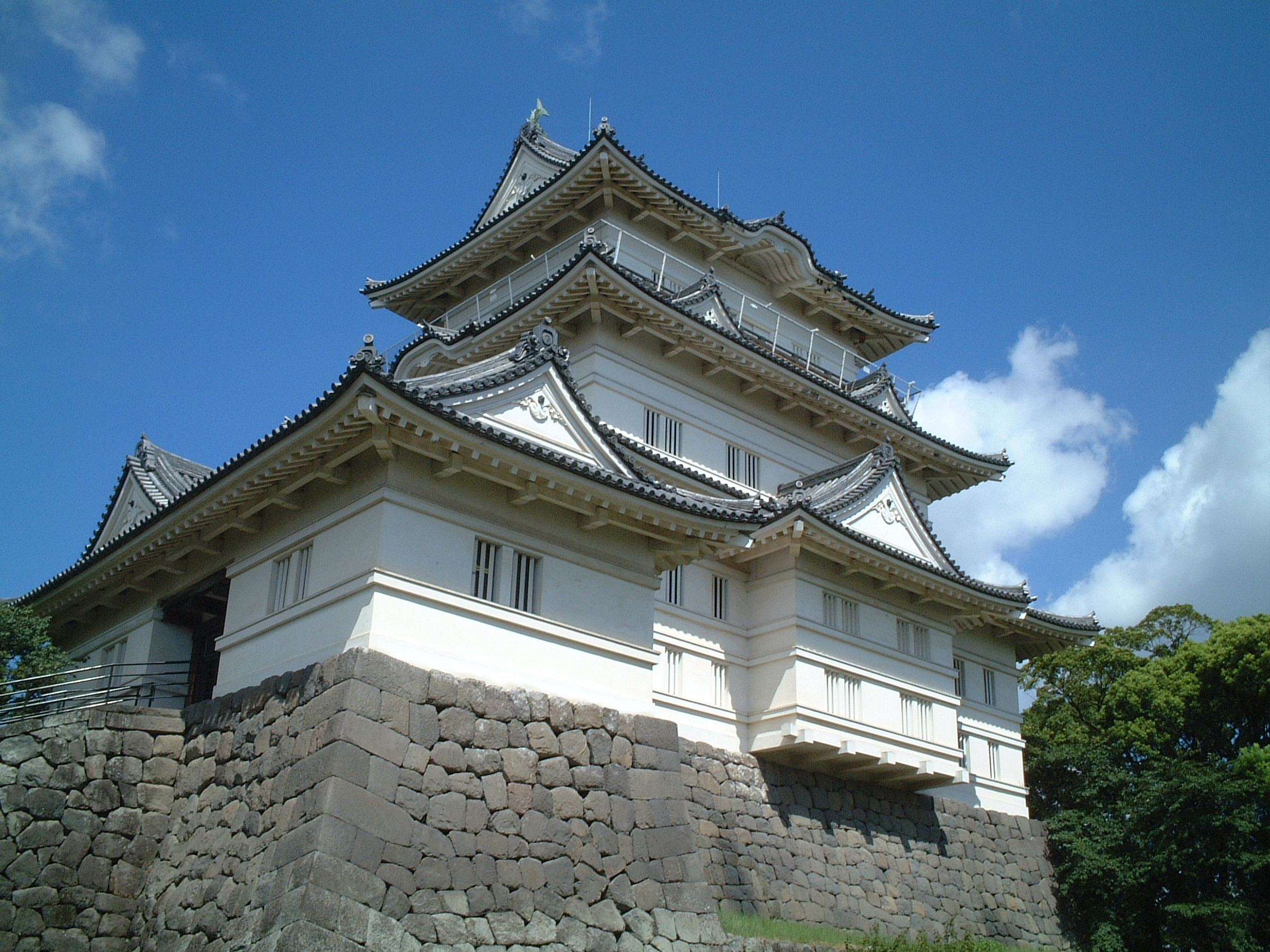
小田原・小田原城

江戸時代には小田原藩が存在したが、旗本領も多く、三浦按針（ウィリアム・アダムス）が徳川家康から三浦半島に領地を拝領したことは有名である。江戸時代中期以降、現県域内に本拠を置いたのは小田原藩のほかに同藩の支藩である荻野山中藩および武蔵金沢藩（六浦藩）があり、ほかに県域外に本拠を置く藩（烏山藩、佐倉藩、西大平藩など）の飛地が多く配された。小田原藩は相模川以西にある程度まとまった所領を有していたが（全域を領していたわけではない）、特に相模川以東では幕府領・旗本領・大名領のいずれについても支配が細分されて相給とされる村が極めて多く、現県域内において地域的なまとまりを醸成するような一円的な支配は行われなかった。
江戸時代初期には徳川家康が好んで鷹狩りを行い、小杉御殿（現在の川崎市中原区）、神奈川御殿（横浜市）、藤沢御殿（現在の藤沢市）、中原御殿（現在の平塚市）などの将軍滞在所が置かれた。これらの御殿の使用は3代将軍徳川家光の代まで行われ、一時廃れたが、8代将軍徳川吉宗の代に復活した。
19世紀の初頭から外国船（いわゆる「黒船」）が日本近海に現れるようになり、日本の開国を求めてきた。中には武力で「開国・開港」を迫る国もあった。沿岸地域の警備が政治問題となり、神奈川県下では会津藩が文化7年（1810年）から観音崎・西浦賀・三崎での台場や陣屋の建設に着手した。これらの陣屋には会津藩士が常駐し、軍事訓練を行った。有事には沿岸の村々から漁船・荷物船を徴発する体制が作られた。その後も黒船の来航は止まず、文政元年（1818年）5月にはイギリス船が、同5年（1822年）にはイギリス捕鯨船が洲崎沖（千葉県）、天保8年（1837年）6月にはアメリカ商船モリソン号が浦賀沖に来航した。これら相次ぐ黒船の来航に、警備が強化されるとともに、非常時には沿岸の村々の人々を広く動員することが決められ、名主や村役人が警備担当者を分担することとなり、江戸湾の周囲の地域は防備の最前線に立たされることとなっていった。弘化3年（1846年）5月、アメリカのビットル艦隊が江戸湾内に来航したときには延べにして船3000隻以上、農漁民4万人以上が防備に徴発・動員された。

### 幕末

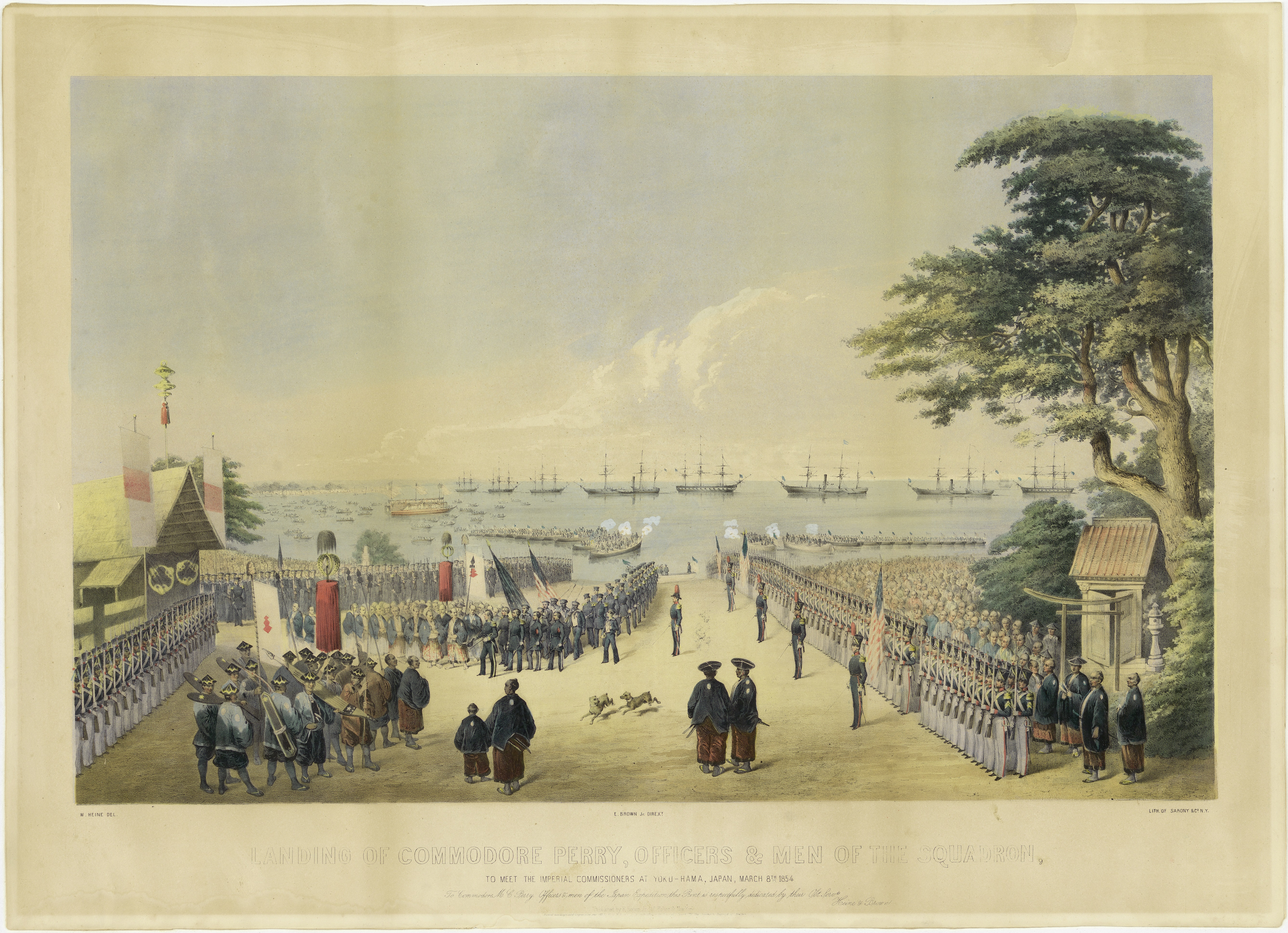
ペリー提督横浜上陸の図(ヴィルヘルム・ハイネ作)

江戸幕府は安政5年（1858年）の日米修好通商条約、日英修好通商条約（安政五カ国条約）で「神奈川」を開港場とすることを約したが、繁華な場所への外国人の雑居により攘夷騒動などのトラブルが起こることを懸念し、出入りの管理が容易で街道筋から離れた対岸の横浜村（現在の神奈川県庁付近）に開港場を開設した。これは条約違反であったが、幕府は横浜は神奈川に含まれると強弁した。当初、欧米列国は条約違反を主張していたものの、この外交論争は間もなく終息する。横浜の港湾設備その他の施設が充実していくにつれて、神奈川宿は衰退し、横浜が発展し始めたためである。
安政6年（1859年）、安政五カ国条約に基づき開港場とされた横浜と近傍区域（神奈川宿、程ヶ谷宿、本牧、根岸など）の行政を担当する神奈川奉行が設けられ、神奈川奉行所が武蔵国久良岐郡戸部村（横浜市西区紅葉ヶ丘、神奈川県立図書館付近）に、関内の現在神奈川県庁が建つ位置（横浜市中区日本大通）には神奈川運上所（横浜税関の前身）が置かれた。神奈川奉行は横浜周辺の行政とともに、条約で「横浜から十里四方」とされた居留外国人の遊歩区域に関する事務も管掌した。

### 近・現代

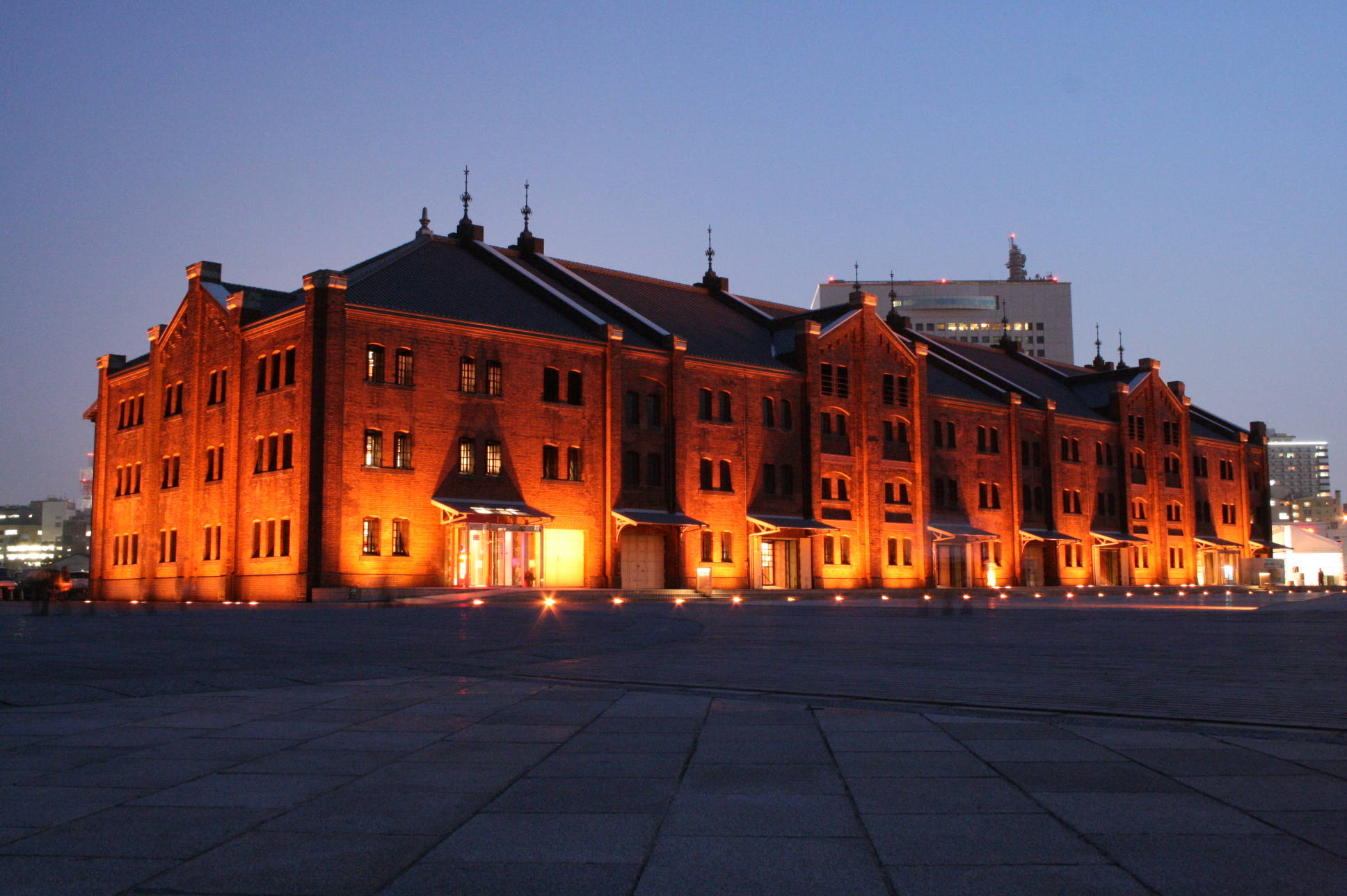
横浜港の横浜赤レンガ倉庫

慶応4年（明治元年）3月19日（1868年4月11日）に神奈川奉行所の戸部役場（内務担当）、神奈川運上所（外務担当）は新政府軍に接収されて横浜裁判所となり、次いで同年4月20日（5月12日）には横浜裁判所が改称されて神奈川裁判所となり、その下に戸部裁判所（内務担当）、横浜裁判所（外務担当）が設置される形となった。さらに、同年6月17日（8月5日）には神奈川府となり、同年9月21日（11月5日）に神奈川県に改称された。寺島宗則が神奈川県の知県事に任命された。半年余のうちに4度も機構変革・改称が行われたことになる。なお、神奈川県史では横浜裁判所が設置された慶応4年3月19日（1868年4月11日）を「立庁記念日」としている。
設置当初の神奈川県は従前の神奈川奉行所・神奈川裁判所の事務を引き継ぎ、「六郷川（多摩川）と酒匂川の間、横浜から十里四方」の旧幕府領・旗本領の行政を担当するものとされた。発足時の領域は、武蔵国橘樹郡133村、都筑郡77村、久良岐郡のうち50村、多摩郡の一部（錯綜をきわめるため詳細は分割後の多摩各郡の項目を参照）、相模国鎌倉郡77村、三浦郡89村、高座郡のうち103村、大住郡のうち104村（小田原藩領20村、六浦藩領1村を含む）、愛甲郡のうち12村（小田原藩領3村を含む）、津久井郡のうち30村（小田原藩領15村を含む）であった。ただし、藤沢宿以西の東海道筋や相模川以西の諸村の一部事務を韮山県が担当したり、小田原藩や荻野山中藩、六浦藩（武州金沢藩）の管轄区域との調整などに関連して、現実の支配関係は錯綜している。
明治2年（1869年）、神奈川県域では、小田原藩・荻野山中藩・六浦（むつら）藩が版籍奉還を願い出て同年6月（7月）に各藩主が知藩事に任命され、全国的には中央集権化が進んだ。明治4年7月14日（1871年8月29日）の廃藩置県の後、同年11月14日（12月25日）に関東地方の府県が統合・再編され、神奈川県の管轄区域は武蔵国のうち久良岐郡・橘樹郡・都筑郡および相模国のうち三浦郡・鎌倉郡とされた。また、相模国のうち境川以西の高座郡・大住郡・淘綾郡・愛甲郡・津久井郡・足柄上郡・足柄下郡の区域は伊豆国全域とともに小田原に県庁を置く足柄県に属するものとされた。これに対して神奈川県は、高座郡および武蔵国多摩郡が外国人遊歩区域に含まれることから従前の通り神奈川県の管轄とするべきであるとの上申書を政府に提出し、これを受けて当初は東京府及び入間県に分割された多摩郡の全域と、足柄県に属することになった高座郡とが改めて神奈川県の所属とした。この結果、多摩地域が神奈川県の管轄となり、相模川が足柄県との県境となった。なお、多摩郡のうち東京の市街地に近接する中野村ほか31村（後の東多摩郡。現在の中野区・杉並区）は翌明治5年8月19日（1872年9月21日）に再度東京府へ移管されている。1876年（明治9年）4月18日には足柄県が廃止され、同県の旧相模国地域は神奈川県に、旧伊豆国地域は静岡県に編入された。この時点で、現在の神奈川県の原形が完成した。しかし、上からの行政区域の改編は地域住民の生活感情を無視するものとして、足柄県の廃止の後10年経過した1886年（明治19年）に、再興を願い出ている。
1878年（明治11年）、郡区町村編制法により県内に横浜区および久良岐郡・橘樹郡・都筑郡・西多摩郡・南多摩郡・北多摩郡・三浦郡・鎌倉郡・高座郡・大住郡・淘綾郡・足柄上郡・足柄下郡・愛甲郡・津久井郡の15郡が編成された（東京府に再移管された旧多摩郡域は東多摩郡となった）。その後1893年（明治26年）4月1日には、西多摩郡・南多摩郡・北多摩郡が東京府へ再移管されたため、現在の県域が確定する。その後1896年（明治29年）3月26日、郡制の施行に際して大住郡と淘綾郡が統合されて中郡となる。
近代には東京の外港都市となった開港場・横浜を中心に京浜工業地帯が形成され、商業・工業が発展した。
1923年（大正11年）9月1日の関東大震災（関東地震）では、小田原と三浦半島の直下が震源となったことから、大きな被害を受けた。また、当時としては珍しい大規模な都市計画が当時軍都であった相模原市で実施され、現在でも碁盤の目の道路などに名残が残る。
1938年（昭和13年）6月30日に台風接近に伴う豪雨があり死者45人以上、倒壊家屋全壊154戸、半壊208戸、床上浸水13589戸以上、床下浸水20191戸以上。さらに9月1日にも台風接近があり死者4人、家屋全壊468戸、家屋半壊2931戸、床上浸水918戸以上、床下浸水4906戸以上。
東京湾の入口を制する横須賀市に置かれた横須賀港は戦前から日本海軍最大級の軍港であったことから、第二次世界大戦中には、県民生活にも様々な制限が加えられた。
例えば1944年（昭和19年）8月5日からは横須賀鎮守府の要請で横浜市の本牧以南から相模川河口東側にかけ、軍事上の理由から海水浴を制限。自由に泳ぐことすらできなくなった。さらに戦況が悪化すると横浜市を始めとする沿海都市が空襲や艦砲射撃を受けるようになり、直接、生命や財産に危険が及ぶこととなった。

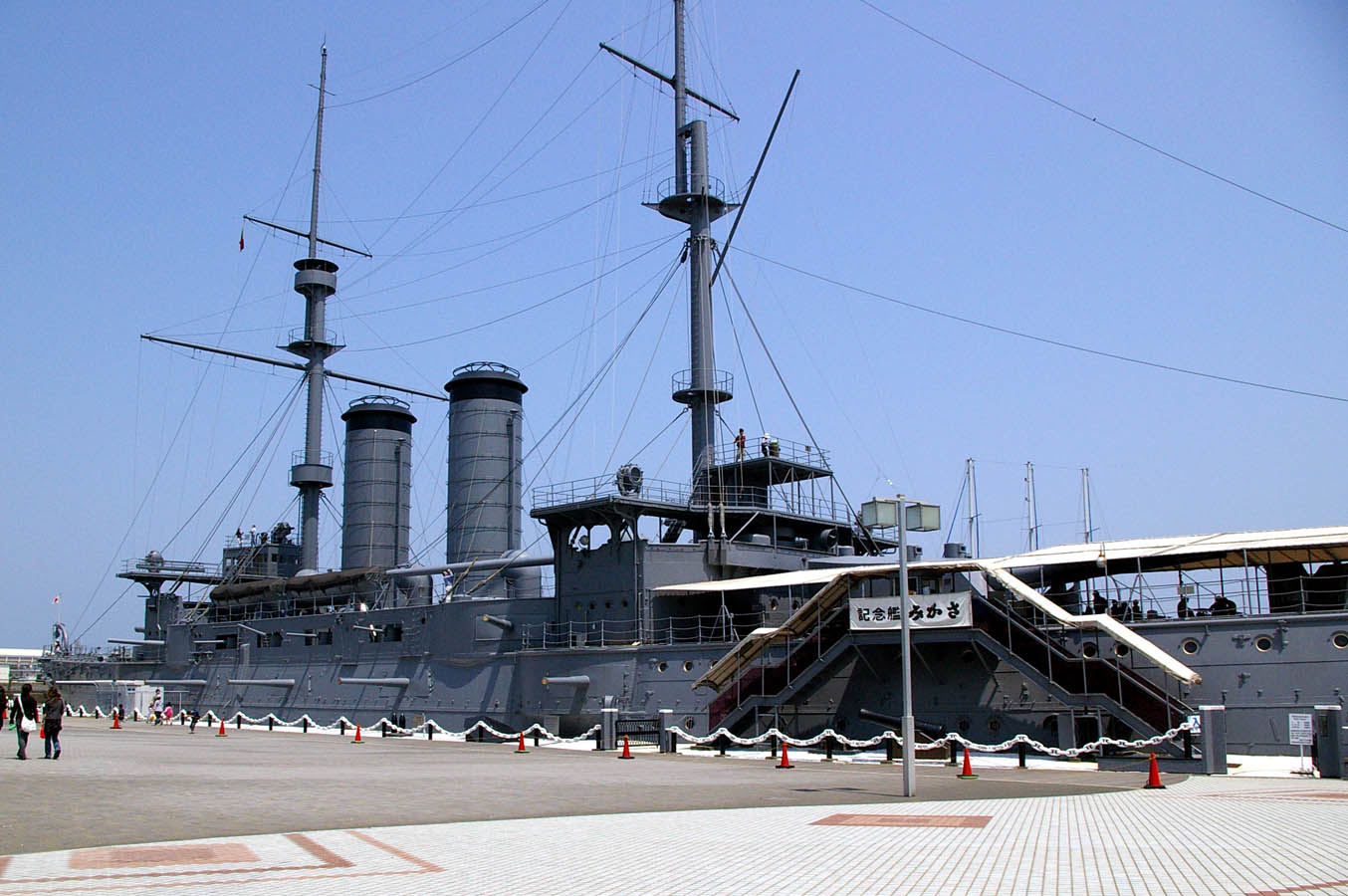
横須賀・三笠公園の記念艦「三笠」

第二次世界大戦末期には、アメリカ軍の激しい爆撃が市街地や工業地帯に対して行われた。1945年（昭和20年）5月29日の横浜大空襲による3787人も含め、県内の空襲による死者数は6279人を数えた。
第二次世界大戦後も、横須賀市には海上自衛隊自衛艦隊司令部やアメリカ海軍第7艦隊司令部が置かれている。また、相模原市・座間市に広がるキャンプ座間、綾瀬市・大和市に跨る厚木海軍飛行場、相模原市の相模総合補給廠、米軍相模原住宅など、神奈川県には現在沖縄県に次いで多くの米軍関連施設が存在する。これらの施設は2001年（平成13年）のアメリカ同時多発テロ事件により各施設に厳戒態勢が敷かれ、その後もセキュリティレベルは下がっていない。
障害者支援施設において起きた相模原障害者施設殺傷事件により再発防止のため、2016年10月14日「ともに生きる社会かながわ憲章」が制定された。

## 人口
人口は1939年（昭和14年）に200万人、1956年（昭和31年）に300万人を超えて以後、ほぼ7年ごとに100万人ずつ増加していった。2024年（令和6年）7月1日現在では922万8338人と、全都道府県で第2位の人口となっている。また、2015年から2020年における人口増加率は東京、沖縄県に次ぐ第3位となっている。
合計特殊出生率は1.13と全国の1.20を下回っている（2023年）。国内の総人口が減少している中でも増加を続けていたが近年は横ばいで推移している。特に横浜・川崎・相模原では都心回帰に伴って県内の市町村からの転入も多い。一方で、横須賀・三浦・小田原など東京通勤圏最外縁部に位置する市町では減少傾向にある。このため都市部への人口集中が進み、2024年（令和6年）現在、神奈川県民のうち約41%が横浜市民、約17%が川崎市民、約8%が相模原市民である。すなわち、県人口のおよそ3分の2が横浜市、川崎市、相模原市に集中していることになる。横浜市と川崎市は100万人を超える人口を有しており、100万人都市を2つ抱える都道府県は神奈川県が全国で唯一である。その一方で、例えば三浦市では人口4万人を割り込み、戸建て住宅の定住者に10万円の奨励金を交付する三浦市定住促進制度などを導入するなど、人口減が顕著になっている。

神奈川県市町村人口増減率分布図（2015年度と2020年度国勢調査から算出）
増加
7.5 - 9.99 %
5.0 - 7.49 %
2.5 - 4.99 %
0.0 - 2.49 %
減少
0.0 - 2.5 %
2.5 - 5.0 %
5.0 - 7.5 %
7.5 - 9.99 %

| |                                          |  |
| 神奈川県と全国の年齢別人口分布（2005年） | 神奈川県の年齢・男女別人口分布（2005年） |  |
| ■紫色 ― 神奈川県 ■緑色 ― 日本全国 | ■青色 ― 男性 ■赤色 ― 女性                |  |
| 神奈川県（に相当する地域）の人口の推移 \| 1970年（昭和45年） \| 5,472,247人 \| \| \| 1975年（昭和50年） \| 6,397,748人 \| \| \| 1980年（昭和55年） \| 6,924,348人 \| \| \| 1985年（昭和60年） \| 7,431,974人 \| \| \| 1990年（平成2年） \| 7,980,391人 \| \| \| 1995年（平成7年） \| 8,245,900人 \| \| \| 2000年（平成12年） \| 8,489,974人 \| \| \| 2005年（平成17年） \| 8,791,597人 \| \| \| 2010年（平成22年） \| 9,048,302人 \| \| \| 2015年（平成27年） \| 9,126,214人 \| \| \| 2020年（令和2年） \| 9,237,337人 \| \| |                                          |  |
| 総務省統計局 国勢調査より |                                          |  |
| 1970年（昭和45年） | 5,472,247人                              |  |
| 1975年（昭和50年） | 6,397,748人                              |  |
| 1980年（昭和55年） | 6,924,348人                              |  |
| 1985年（昭和60年） | 7,431,974人                              |  |
| 1990年（平成2年） | 7,980,391人                              |  |
| 1995年（平成7年） | 8,245,900人                              |  |
| 2000年（平成12年） | 8,489,974人                              |  |
| 2005年（平成17年） | 8,791,597人                              |  |
| 2010年（平成22年） | 9,048,302人                              |  |
| 2015年（平成27年） | 9,126,214人                              |  |
| 2020年（令和2年） | 9,237,337人                              |  |

| 増加 7.5 - 9.99 % 5.0 - 7.49 % 2.5 - 4.99 % 0.0 - 2.49 % | 減少 0.0 - 2.5 % 2.5 - 5.0 % 5.0 - 7.5 % 7.5 - 9.99 % |

### 都市
神奈川県内 市別人口ランキング
神奈川県内市別人口密度ランキング（推計人口 2025年7月1日）

### 神奈川県内市町別人口・面積・人口密度
| 自治体 | コード | 人口（人） | 面積（km2） | 人口密度（人/km2） |
| ------ | ------ | ---------- | ----------- | ------------------ |

### 神奈川県人口動態
人口増加が続いているが、従来は埼玉県や千葉県より低い増加率で推移していた。1960年から1975年頃までは年間20万人前後の人口増加があったが、1974年のオイルショックや1980年代の地価高騰もあり、1975年から1995年までの神奈川県の人口増加率は28.9%増に留まっており、同時期で40.2%増の埼玉県、39.7%増の千葉県より人口増加が緩やかで、茨城県の26.2%増とほぼ同じ水準であった。1990年代後半に入ると地価下落による都心回帰の影響もあり、1995年から2010年までの15年間で80万人の人口増加を記録した。2010年以降は自然動態が減少したため緩やかにはなったものの、現在まで人口増加が続いている。
| 実施年 | 人口（人） | 増減人口（人） | 人口増減率(%) | 国内増減率(%) | 増加率全国順位 |
| ------ | ---------- | -------------- | ------------- | ------------- | -------------- |
| 1960年 | 3,443,176  | -              | -             | -             | -              |
| 1965年 | 4,430,743  | 987,567        | 28.68         | 5.20          | 1位            |
| 1970年 | 5,472,247  | 1,041,504      | 23.51         | 5.54          | 3位            |
| 1975年 | 6,397,748  | 925,501        | 16.91         | 7.92          | 3位            |
| 1980年 | 6,924,348  | 526,600        | 8.23          | 4.57          | 6位            |
| 1985年 | 7,431,974  | 507,626        | 7.33          | 3.40          | 4位            |
| 1990年 | 7,980,391  | 548,417        | 7.38          | 2.12          | 3位            |
| 1995年 | 8,245,900  | 265,509        | 3.33          | 1.58          | 9位            |
| 2000年 | 8,489,974  | 244,074        | 2.96          | 1.08          | 3位            |
| 2005年 | 8,791,597  | 301,623        | 3.55          | 0.66          | 2位            |
| 2010年 | 9,048,331  | 256,734        | 2.92          | 0.23          | 2位            |
| 2015年 | 9,126,214  | 71,978         | 0.86          | 0.75          | 5位            |
| 2020年 | 9,237,337  | 111,123        | 1.22          | 0.75          | 3位            |

### 埼玉・千葉・東京との人口推移比較
1995年から2020年の直近25年間で神奈川県は100万人近い人口増加を記録している。首都圏内では同期間の人口増加数・人口増加率は共に東京都に次ぐ数値である。東京湾アクアラインの開通、東海道新幹線のぞみの新横浜停車、東急東横線の副都心線乗り入れ、相鉄線の埼京線乗り入れ、東急新横浜線の開業、新東名高速道路の開通、将来的にはリニアの開通もあり、交通インフラ整備とそれに伴い川崎市を中心にマンション建設ラッシュが盛んであり、今後も人口流入が期待されている。
| 実施年 | 神奈川人口(人) | 埼玉県人口(人) | 千葉県人口(人) | 東京都人口(人) | 神奈川増加率 | 埼玉県増加率 | 千葉県増加率 | 東京都増加率 |
| ------ | -------------- | -------------- | -------------- | -------------- | ------------ | ------------ | ------------ | ------------ |
| 1970年 | 5,472,247      | 3,866,472      | 3,366,624      | 11,408,071     | -            | -            | -            | -            |
| 1995年 | 8,245,900      | 6,759,311      | 5,797,782      | 11,773,605     | 50.7         | 74.8         | 72.2         | 3.2          |
| 2020年 | 9,237,337      | 7,344,765      | 6,284,480      | 14,047,594     | 12.0         | 8.7          | 8.4          | 19.3         |

### 都市圏
- 横浜都市圏

## 政治

### 県政

#### 県の沿革
- 慶応4年/明治元年3月19日（1868年4月11日）：神奈川奉行所が明治政府の管轄となり、横浜裁判所に名称変更する。
- 同年4月20日（同年5月12日）：横浜裁判所を神奈川裁判所に名称変更する。
- 同年6月17日（同年8月5日）：神奈川裁判所を神奈川府に名称変更する。
- 同年9月21日（同年11月5日）：神奈川府を神奈川県に名称変更する。
- 明治4年7月14日（1871年8月29日）：廃藩置県により、六浦藩を六浦県、荻野山中藩を荻野山中県、小田原藩を小田原県に名称変更する。
- 同年9月：六浦県を廃して、神奈川県に統合する。
- 同月：荻野山中県、韮山県を廃して、荻野山中県の全域と韮山県の旧相模国・伊豆国に属する地域を小田原県に統合する。
- 同年11月14日（同年12月25日）：小田原県を足柄県に名称変更する。東京府および入間県より多摩郡を移管される。
- 1876年（明治9年）4月18日：足柄県を廃して、足柄県の旧相模国に属する地域を神奈川県に統合する。
- 1893年（明治26年）4月1日：多摩3郡（北多摩郡、南多摩郡、西多摩郡）を東京府へ再移管する。

#### 県議会

##### 議長・副議長
2018年9月19日現在の議長·副議長
- 議長：桐生 秀昭（自民党、横浜市港南区）
- 副議長 : 齋藤 健夫（かながわ国民民主党・無所属クラブ、藤沢市）

##### 会派
2018年（平成30年）9月19日現在
- 議員数103人（定数105）
- 14会派

| 会派名                                             | 呼称                             | 略称               | 議員数 |
| -------------------------------------------------- | -------------------------------- | ------------------ | ------ |
| 自由民主党神奈川県議会議員団                       | 自民党                           | 自民               | 48人   |
| 立憲民主党・民権クラブ神奈川県議会議員団           | 立憲民主党・民権クラブ           | 立民               | 17人   |
| 公明党神奈川県議会議員団                           | 公明党                           | 公明               | 10人   |
| かながわ国民民主党・無所属クラブ神奈川県議会議員団 | かながわ国民民主党・無所属クラブ | 民主               | 8人    |
| 県政会神奈川県議会議員団                           | 県政会                           | 県政               | 6人    |
| 日本共産党神奈川県議会議員団                       | 日本共産党                       | 共産               | 6人    |
| わが町                                             | わが町                           | わ町               | 1人    |
| 神奈川ネットワーク運動                             | 神奈川ネット                     | 神ネ               | 1人    |
| 神奈川絆の会                                       | 神奈川絆の会                     | 絆会               | 1人    |
| 愛甲クラブ                                         | 愛甲クラブ                       | 愛ク               | 1人    |
| 大志会                                             | 大志会                           | 大志               | 1人    |
| 民主みらい神奈川                                   | 民主みらい神奈川                 | 民み               | 1人    |
| 横浜緑の会                                         | 横浜緑の会                       | 緑会               | 1人    |
| 川崎県民クラブ                                     | 川崎県民クラブ                   | 川ク               | 1人    |
| 議員数計（14会派）                                 | 議員数計（14会派）               | 議員数計（14会派） | 103人  |
| 定数                                               |                                  |                    |        |

##### 選挙区別定数
計49選挙区 定数105（2018年（平成30年）9月19日現在）。なお、定数の一部変更と一部の合区が定められた「神奈川県議会議員の定数、選挙区及び各選挙区において選挙すべき議員の数に関する条例」改正案がすでに成立しており、2019年3月1日以後初めてその期日を告示される一般選挙から施行されることになっている。以下は現行の、つまり前述の改正が反映される前のものである。
| 選挙区 | 選挙区     | 定数 |
| ------ | ---------- | ---- |
| 横浜市 | 鶴見区     | 3    |
| 横浜市 | 神奈川区   | 3    |
| 横浜市 | 西区       | 1    |
| 横浜市 | 中区       | 2    |
| 横浜市 | 南区       | 2    |
| 横浜市 | 港南区     | 3    |
| 横浜市 | 保土ケ谷区 | 2    |
| 横浜市 | 旭区       | 3    |
| 横浜市 | 磯子区     | 2    |
| 横浜市 | 金沢区     | 2    |

| 選挙区 | 選挙区 | 定数 |
| ------ | ------ | ---- |
| 横浜市 | 港北区 | 4    |
| 横浜市 | 緑区   | 2    |
| 横浜市 | 青葉区 | 3    |
| 横浜市 | 都筑区 | 2    |
| 横浜市 | 戸塚区 | 3    |
| 横浜市 | 栄区   | 1    |
| 横浜市 | 泉区   | 2    |
| 横浜市 | 瀬谷区 | 1    |
| 川崎市 | 川崎区 | 2    |
| 川崎市 | 幸区   | 2    |

| 選挙区   | 選挙区   | 定数 |
| -------- | -------- | ---- |
| 川崎市   | 中原区   | 3    |
| 川崎市   | 高津区   | 2    |
| 川崎市   | 宮前区   | 3    |
| 川崎市   | 多摩区   | 2    |
| 川崎市   | 麻生区   | 2    |
| 相模原市 | 緑区     | 2    |
| 相模原市 | 中央区   | 3    |
| 相模原市 | 南区     | 3    |
| 横須賀市 | 横須賀市 | 5    |
| 平塚市   | 平塚市   | 3    |

| 選挙区         | 定数 |
| -------------- | ---- |
| 鎌倉市         | 2    |
| 藤沢市         | 5    |
| 小田原市       | 2    |
| 茅ヶ崎市       | 3    |
| 逗子市・葉山町 | 1    |
| 三浦市         | 1    |
| 秦野市         | 2    |
| 厚木市         | 3    |
| 大和市         | 3    |
| 伊勢原市       | 1    |

| 選挙区         | 定数 |
| -------------- | ---- |
| 海老名市       | 1    |
| 座間市         | 1    |
| 南足柄市       | 1    |
| 綾瀬市         | 1    |
| 寒川町         | 1    |
| 大磯町・二宮町 | 1    |
| 足柄上         | 1    |
| 足柄下         | 1    |
| 愛川町・清川村 | 1    |

#### 財政

##### 平成20年度
- 予算一般会計額 1兆6832億円
- 職員数 一般職 77105名
  - 内訳 教育職51443名、公安職（警察）17050名、一般職員8612名
  - 人件費総額 7877億8871万円
  - 一般会計に占める人件費割合 46.8%

##### 平成19年度
- 財政力指数 0.92
  - Iグループ（財政力指数0.5以上、1.0未満）17自治体中1位
- 一般会計歳出 1兆6641億円
- 自主財源の割合 81.3%
- 一般財源の割合 79.2%

##### 平成18年度
- 財政力指数 0.86
  - Iグループ（財政力指数0.5以上、1.0未満）16自治体中2位
- 一般会計歳出 1兆6457億円
- 自主財源の割合 69.2%
- 一般財源の割合 79.3%

##### 平成17年度
- 財政力指数 0.82
  - Iグループ（財政力指数0.5以上、1.0未満）10自治体中2位

##### 平成16年度
- 財政力指数 0.81
  - Iグループ（財政力指数0.5以上、1.0未満）8自治体中2位

#### かながわインターネット放送局
「かながわインターネット放送局」は神奈川県が運営するインターネットテレビ放送である。知事定例記者会見、県政ビデオクリップ、スポットCMなどのチャンネルを用意して県政の広報に務めている。

### 国政

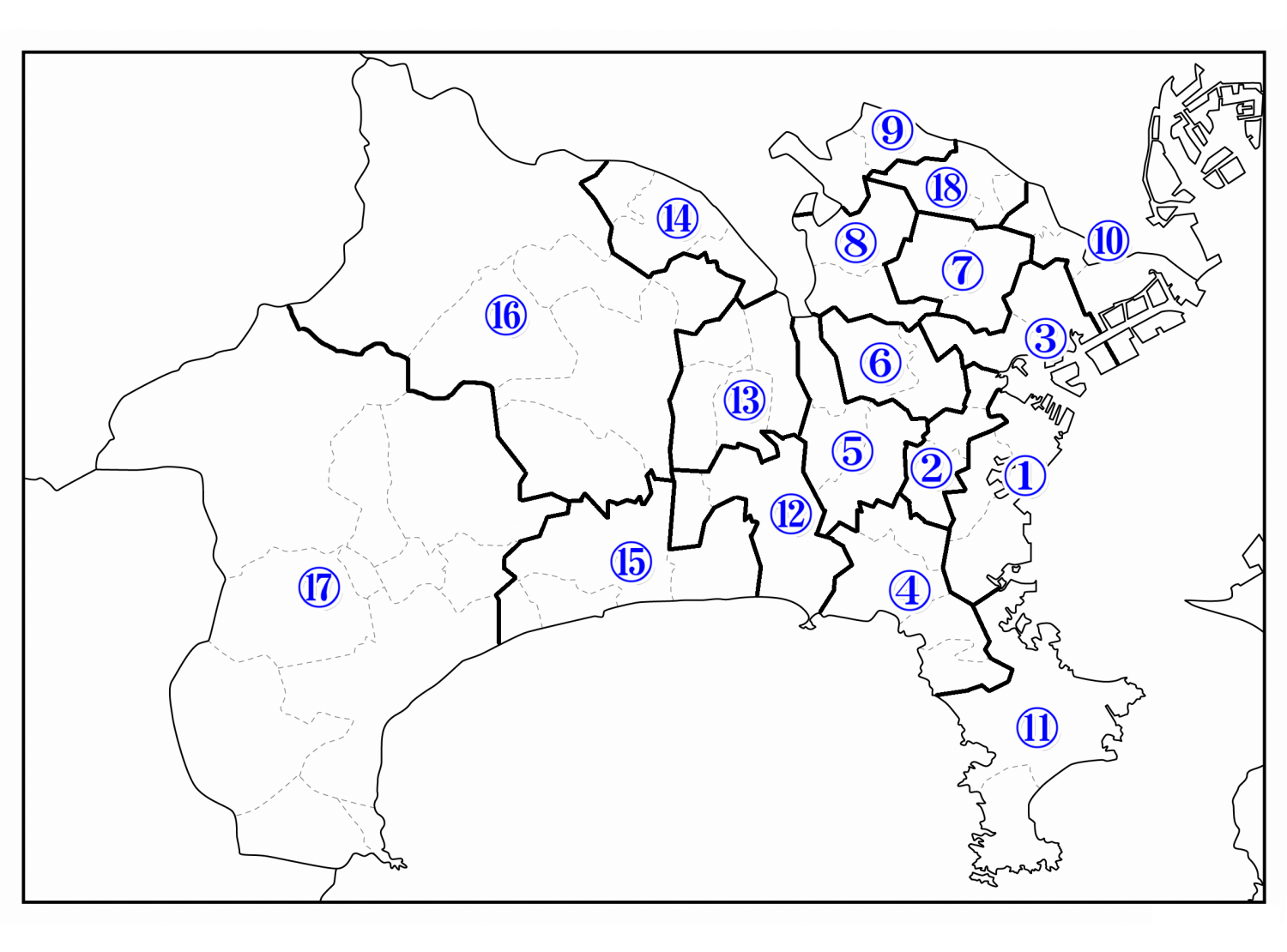
神奈川県の衆議院議員小選挙区

衆議院
神奈川県は比例区の南関東ブロック（定数22）に属し、小選挙区は県内に18区（定数18）ある。
参議院
参議院議員通常選挙の神奈川県選挙区は定数8（改選数4）。

## 経済・産業
平成20年（2008年）度の県内総生産は30兆8,997億円である。ドルに換算すると3,500億ドル前後に相当し、G20参加国の南アフリカ共和国やアルゼンチンの国内総生産（GDP）に匹敵している。一人当たりの県民所得は319.9万円である。産業別就業者数は、第一次産業が4万4,000人、第二次産業が117万8,000人、第三次産業が295万5,000人となっている。学区別平均年収の最も高い地域は川崎市立宮前平小学校の学区で1044万円である。

### 産業

#### 商工業
県内の事業所数（工業を含む）は309,441事業所で、全国シェアは4.9%、また従業者数（製造業を含む）は337万4,752人で、全国シェアは5.6%となっている（2001年（平成13年））。いずれも東京都、大阪府、愛知県に次ぐ全国第4位である。事業所の40.5%は卸売・小売、飲食店で、29.1%のサービス業がこれに続く。また、従業者の31.7%はサービス業で、29.5%の卸売・小売、飲食店がこれに続く。
化学工業は東京、大阪、愛知を抜いて1位となっている。
県内の工業にかかる事業所数は10,966事業所で、従業者数は421,464人となっている。特に東京湾に面する横浜市や川崎市の臨海部は京浜工業地帯として工業が盛んである。製造品出荷額などは18兆5,660億円で、愛知県に次ぐ全国第2位となっている。
県内の商業にかかる事業所数は74,540事業所（卸売業14,764事業所、小売業59,776事業所）で、従業者数は621,811人となっている。事業所数の全国シェアは4.62%となり、東京都、大阪府、愛知県に次ぐ全国第4位となっている。
横浜港、川崎港、横須賀港の3港合計の貿易額は、輸出額8兆3,112億円、輸入額4兆5,389億円で、それぞれ全国の13.6%、9.2%を占める。全国の港別貿易額の順位では、横浜港は成田空港、名古屋港、東京港に次ぐ全国第4位（平成13年以降）、川崎港は第11位、横須賀港は第29位となっている。輸出品の7割以上は機械類及び輸送用機器が占める。また、輸入品は鉱物性燃料が3割、食料品など、機械類および輸送用機器がそれぞれ約15%を占めてこれに続く。
県内には横浜市・川崎市などの市街地、江の島、鎌倉などの湘南地域、三浦半島の海水浴場、丹沢・大山、相模湖などのアウトドア・フィールド、箱根、湯河原町といった温泉地など、レジャー施設・観光地も多い。県内の観光客数は1億7,118万6,000人（2008年、過去最高）となっている。うち1億5,725万人が日帰り観光客である。地域別に見ると、日帰り観光客が最も多いのは横浜・川崎地域の5,084万8,000人、宿泊客が最も多いのは箱根・湯河原地域の578万9,000人となっている。

#### 農林水産業
県内の農家数は29,681戸（平成17年）で、県全体の世帯数の1%にあたる。経営耕地面積は16,978haで、うち76.7%が畑・樹園地（畑53.6%、樹園地23.1%）となっている。1戸あたりの作付面積は全国平均より小さいが、土地生産性は非常に高い。大消費地に近接する地の利を生かして、キャベツ・大根などの野菜、牛乳、豚肉、花卉の生産が盛ん。果樹はナシおよびミカンの生産が多い。西部、中部の中山間地域では茶が生産されており、「足柄茶」の統一ブランドで販売されている。また、はるみ (米)が平成28年度日本穀物検定協会が認定する食味ランキングにおいて特Aに認定されたことから、ブランド化を進める動きも出てきている。農業産出額は761億円で、市町村別では第1位が三浦市（111億円）、第2位横浜市（102億円）、第3位平塚市（63億円）と続く。

また、ワインの年間生産量は34,676キロリットル（平成22年度）に上り、ワインの生産量は統計上は日本一となっている。これは藤沢市に大手酒造会社であるメルシャンのワイン工場があることによる。
漁業・養殖業生産量は57,641tで、うち海面漁業が95.1%を占める。三浦半島に散在する25の漁港を中心に行われ、マグロ延縄による遠洋漁業と大型定置網による沿岸漁業が盛ん。特に特定第三種漁港の指定を受ける三崎漁港はマグロ遠洋漁業の基地となっており、2005年時点で水揚げ金額は全国2位である。相模湾では、独自の魚食文化も生まれ、オシツケ、スミヤキ、ナガスミヤキなどが貴重とされる。
森林面積は、県土の約4割にあたる95,278ha（うち9割が民有林で、1割が国有林）。林家数は増加しているものの、木材価格の低迷で伐採が控えられているため、造林面積は20ha以下で推移している。県内の1ha以上の林家について見ると、1 - 3haの林家が全体の67.5%を占め、所有規模は極めて零細である。

### 県内に本社を置く主要企業
横浜市
（鶴見区）
- エーアンドエーマテリアル
- 京三製作所
- ナイス
- 東芝プラントシステム
- ニッサン・モータースポーツ・インターナショナル

（神奈川区）
- 岩井の胡麻油
- NTTエレクトロニクス
- カリタ
- JVCケンウッド
- 太陽油脂
- 東京エレクトロン　デバイス
- 三本珈琲
- 臨海

（西区）
- アルプス技研
- いすゞ自動車
- エバラ食品工業
- オカムラ
- オーケー
- カッパ・クリエイト
- 崎陽軒
- 京浜急行電鉄
- コロワイド
- ジョンソン
- ジャパン マリンユナイテッド
- 成城石井
- 相鉄ホールディングス
- 千代田化工建設
- 日揮
- 日産自動車
- 日本KFCホールディングス
- 日本ピザハット
- ノジマ
- バンテック
- 富士通ネットワークソリューションズ
- 藤壺技研工業
- フレッシュネスバーガー
- フィード・ワン
- 三菱造船
- 三菱パワー
- 横浜銀行
- ルノー・ジャポン
- レインズインターナショナル

（中区）
- ありあけ
- 神奈川銀行
- 神奈川新聞
- 湘南ゼミナール
- JXエンジニアリング
- テレビ神奈川
- ハイマックス
- ファンケル
- 富士シティオ
- 富士ソフト
- 平和交通
- ポンパドウル
- 有隣堂
- 横浜高速鉄道
- 横浜信用金庫
- 横濱文明堂

（港南区）
- 京急百貨店
- 中萬学院
- ツクイ
- 横浜黒川スポーツ

（保土ヶ谷区）
- ハングリータイガー
- 古河電池

（旭区）
- 高梨乳業
- ワットマン

（磯子区）
- 東芝マテリアル

（金沢区）
- 総合車両製作所
- 日本発条
- 日本飛行機
- 横浜シーサイドライン

（港北区）
- アネスト岩田
- アマノ
- イリソ電子工業
- エルナー
- カメガヤ
- キタムラ
- クラシアン
- ココカラファイン
- 三和交通
- トオカツフーズ
- レンタス
- 日能研
- パルテック
- ピーシーデポコーポレーション
- マクニカホールディングス
- ユニプレス
- ヨロズ
- ラックスマン

（青葉区）
- アキュフェーズ
- クリエイトSDホールディングス
- 四季
- タウンニュース社

（都筑区）
- AOKIホールディングス
- 菊水電子工業
- サカタのタネ
- 相模ハム
- 図研
- テクノメディカ
- 東京濾器
- 日本ダイヤモンド
- パナソニック モバイルコミュニケーションズ

（戸塚区）
- 大倉陶園
- グラフテック
- KIホールディングス
- コナカ
- テイン

（栄区）
- 芝浦メカトロニクス

川崎市
（川崎区）
- 味の素食品
- 神奈川臨海鉄道
- 川崎信用金庫
- さいか屋
- 城南進学研究社
- 田原屋
- ディーアンドエムホールディングス
- SBS東芝ロジスティクス
- プレス工業
- ペプチドリーム
- 三菱化工機
- ユースキン製薬

（幸区）
- GOKO
- 東芝エレベータ
- 日本トイザらス
- 不二サッシ
- 三菱ふそうトラック・バス
- ロピア
- 和幸商事

（中原区）
- アルファシステムズ
- 東京応化工業
- 東計電算
- 日本エレクトライク
- 富士通エフサス
- 富士通モバイルコミュニケーションズ

（高津区）
- 泉屋東京店
- NKKスイッチズ
- 富士通ゼネラル
- 文教堂グループホールディングス
- ミツトヨ

（宮前区）
- シーボン

（麻生区）
- アジア航測
- 小田急商事
- シグマ

相模原市
（緑区）
- アイダエンジニアリング

（中央区）
- オハラ
- 住宅情報館

（南区）
- ブックオフコーポレーション

横須賀市
- 東芝ライテック
- グローバル・ニュークリア・フュエル・ジャパン
- 関東化成工業
- 横須賀パワーステーション
- 東京湾フェリー
- かながわ信用金庫
- 湘南信用金庫
- ニフコ
- エイヴイ

平塚市
- 梅屋
- 神奈川中央交通
- さが美
- 日産車体
- 平塚信用金庫
- 守山乳業
- 横浜ゴム

藤沢市
- 江ノ島電鉄
- 近藤乳業
- ステップ
- タックルベリー
- 東京ラヂエーター製造
- 日本ギア工業

鎌倉市
- 大船軒
- 湘南モノレール
- 豊島屋
- メーカーズシャツ鎌倉

小田原市
- 鈴廣
- 東華軒
- 小田急箱根
- 万葉倶楽部
- メガネスーパー
- 和光ケミカル

茅ヶ崎市
- アルバック
- 東邦チタニウム
- 第一カッター興業

厚木市
- アンリツ
- オーイズミ
- 京商
- 相模ゴム工業
- ドムドムフードサービス
- 野村マイクロ・サイエンス
- プレシア
- 明和産業
- ソニーセミコンダクタソリューションズ

伊勢原市
- アマダ
- 市光工業

海老名市
- アツギ
- 小田急電鉄

綾瀬市
- エムケーチーズ
- 多摩川電子

寒川町
- 河西工業
- 日産工機
- 日東化工

愛川町
- ヨシムラジャパン
- ラッシュジャパン

## 生活

### 警察
- 神奈川県警察

### 医療・福祉
災害拠点病院
- 神奈川県災害医療拠点病院

保育所
- 神奈川県保育所一覧

### マスメディア

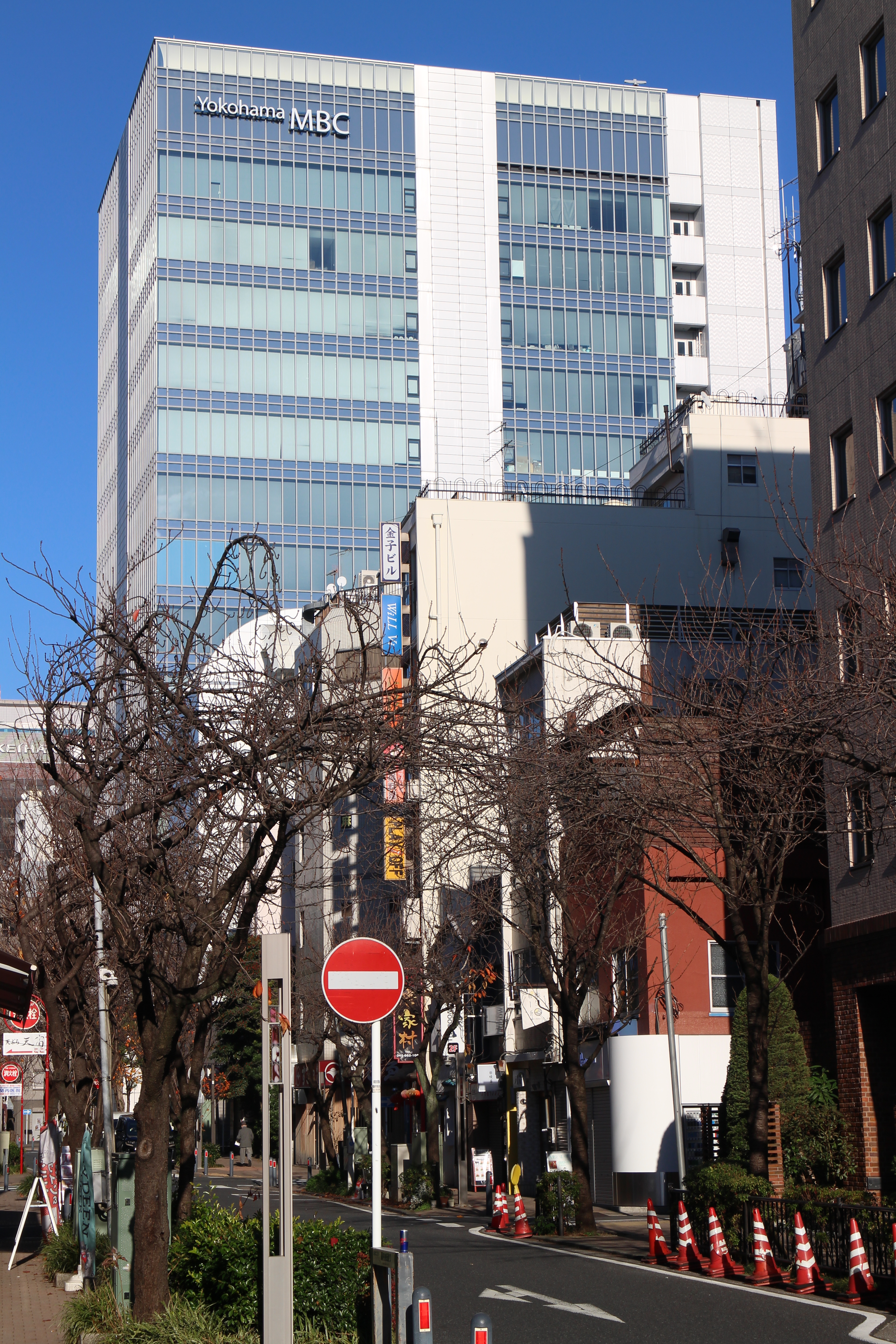
横浜メディア・ビジネスセンター。神奈川新聞社とテレビ神奈川が入居している。

#### 新聞社
- 神奈川新聞
- 神静民報
- 相模経済新聞社

その他全国紙と中日新聞（東京新聞）の総局・支局・通信部も県内に所在する。

#### 放送局
テレビ局
- テレビ神奈川 (tvk)

その他、広域放送のNHK放送センター（総合テレビ・教育テレビ）と在京キー局5局（日本テレビ・テレビ朝日・TBS・テレビ東京・フジテレビ）の放送対象地域になっている。なお前述した各局は県内各地に中継局がある。
ラジオ局
- NHK横浜放送局 - FMの県域放送のみ。ラジオ第1と第2はNHK首都圏局からの広域放送。
- アール・エフ・ラジオ日本
- 横浜エフエム放送 (Fm yokohama 84.7)

アール・エフ・ラジオ日本の本社及び演奏所・ワイドFMの送信所は横浜市にあるが、生番組の大半は東京支社（東京都港区）に於いて制作・放送されている。その他在京AM3局（TBSラジオ・文化放送・ニッポン放送）の放送対象地域になっている。また外国語放送のinterfmも横浜市と川崎市が放送対象地域になっている。更に放送対象地域外のTOKYO FM・J-WAVE も横浜市、川崎市を中心に放送区域になっている。
インターネットラジオのradikoでは上記各局に加え、BAYFM、NACK5、LuckyFM茨城放送も聴取が可能。
コミュニティ放送局　
18局があり、北海道（29局）に次ぐ2位の局数が所在。
- 湘南ビーチFM（逗子市）
- FM湘南ナパサ（平塚市）
- FM・ブルー湘南（横須賀市）
- かまくらFM（鎌倉市）
- レディオ湘南（藤沢市）
- かわさきFM（川崎市）
- FM HOT 839（相模原市）
- FMやまと（大和市）
- FMサルース（横浜市青葉区）
- FM小田原（小田原市）
- エフエム戸塚（横浜市戸塚区）
- 宮ヶ瀬レイクサイドエフエム（清川村）
- FMカオン（海老名市）
- 湘南マジックウェイブ（大磯町）[53]
- マリンFM（横浜市中区）
- 金沢シーサイドFM（横浜市金沢区）
- エボラジ（茅ヶ崎市）
- FM大師（川崎市川崎区）

そのほか、静岡県熱海市のエフエム熱海湯河原（Ciao796）が足柄下郡湯河原町と真鶴町をカバーしている。
ケーブルテレビ局
神奈川県のケーブルテレビ局（参照）

## 教育
専修学校
- 神奈川県専修学校一覧

特別支援学校
- 神奈川県特別支援学校一覧

高等学校
- 神奈川県高等学校一覧

中学校
- 神奈川県中学校一覧

小学校
- 神奈川県小学校一覧

幼稚園
- 神奈川県幼稚園一覧

保育園
- 神奈川県保育所一覧

文部科学省認可外の教育施設
- 松下政経塾
- 日本バプテスト神学校
- イムマヌエル聖宣神学院

## 交通

### 鉄道
1991年（平成3年）に、日本で3番目、東日本地域では初の鉄道路線の全線電化が行われた（貨物線を除く）。大阪府・滋賀県・香川県と同様、JRの路線はすべて幹線で地方交通線は存在せず、関東地方では唯一JR東海の在来線が乗り入れている。また県内において、首都圏の全ての大手私鉄及び地下鉄の車両が相互乗り入れを含めて見られる。
大手私鉄では、京浜急行電鉄（横浜市西区）・相模鉄道（横浜市西区）・小田急電鉄（海老名市）が県内に本社を置いている。
- 東日本旅客鉄道
  - 東海道本線
    - 上野東京ライン
    - 湘南新宿ライン
    - 相鉄・JR直通線

  - 南武線
  - 鶴見線
  - 横浜線
  - 京浜東北線
  - 根岸線
  - 横須賀線
  - 横須賀・総武快速線
  - 相模線
  - 中央本線

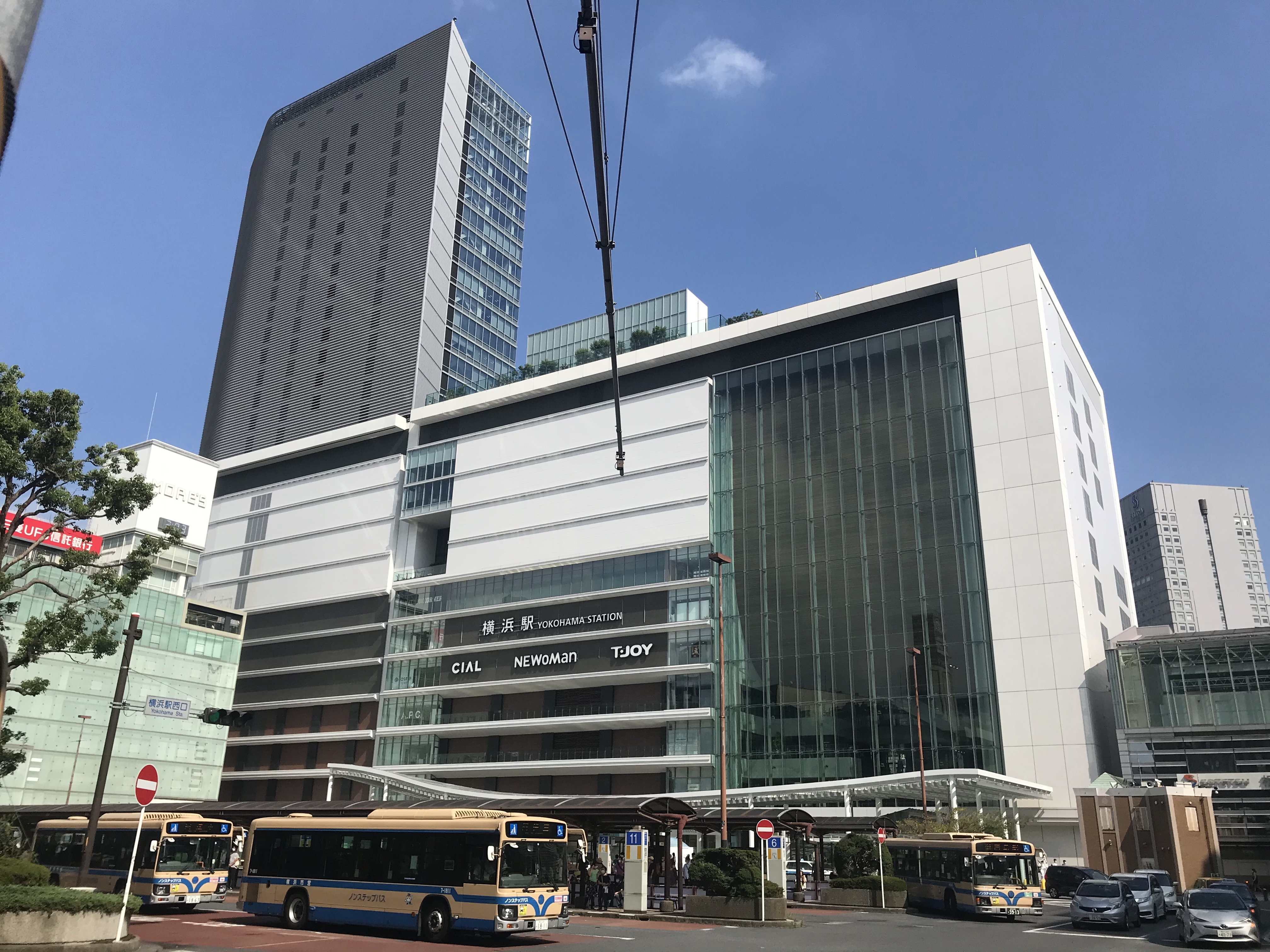
横浜駅

  - 東海道貨物線・高島線・武蔵野南線（貨物線）
- 東海旅客鉄道
  - 東海道新幹線
  - 御殿場線
- 京王電鉄
  - 相模原線
- 東急電鉄
  - 東横線・田園都市線・目黒線・大井町線・東急新横浜線・こどもの国線
- 横浜高速鉄道
  - みなとみらい線
- 小田急電鉄
  - 小田原線・多摩線・江ノ島線
- 京浜急行電鉄
  - 本線・大師線・逗子線・久里浜線
- 横浜シーサイドライン
  - 金沢シーサイドライン
- 相模鉄道
  - 相鉄本線・相鉄いずみ野線・相鉄新横浜線
- 横浜市交通局
  - 横浜市営地下鉄ブルーライン
  - 横浜市営地下鉄グリーンライン
- 江ノ島電鉄
  - 江ノ島電鉄線
- 湘南モノレール
  - 江の島線
- 小田急箱根
  - 鉄道線・鋼索線
  - 箱根ロープウェイ
- 大山観光電鉄
  - 大山鋼索線（大山ケーブルカー）
- 伊豆箱根鉄道
  - 大雄山線
- 株式会社西武・プリンスホテルズワールドワイド（箱根園）
  - 箱根駒ヶ岳ロープウェー
- 泉陽興業
  - YOKOHAMA AIR CABIN
- 神奈川臨海鉄道
  - 浮島線・千鳥線・水江線・本牧線（貨物線）

計画中の路線
- リニア中央新幹線の新駅（相模原市、JR東海）
- 東海道新幹線の新駅（寒川町、JR東海）
- 相鉄いずみ野線の延伸（藤沢市・寒川町、相模鉄道）
- 小田急多摩線の延伸（相模原市、小田急電鉄）
- JR東海道線の新駅（藤沢市、JR東日本）
- 横浜市営地下鉄ブルーラインの延伸（横浜市・川崎市、横浜市交通局）

### バス
- 伊豆箱根バス
- 江ノ電バス
- 小田急ハイウェイバス
- 小田急バス
- 神奈川中央交通
- 川崎市交通局
- 川崎鶴見臨港バス
- 京王電鉄バス
- 京王バス
- 京浜急行バス
- 相鉄バス
- 大新東
- 東海バス
- 東急バス
- 箱根登山バス
- フジエクスプレス
- 富士急湘南バス
- 富士急バス
- 横浜市交通局

### 道路

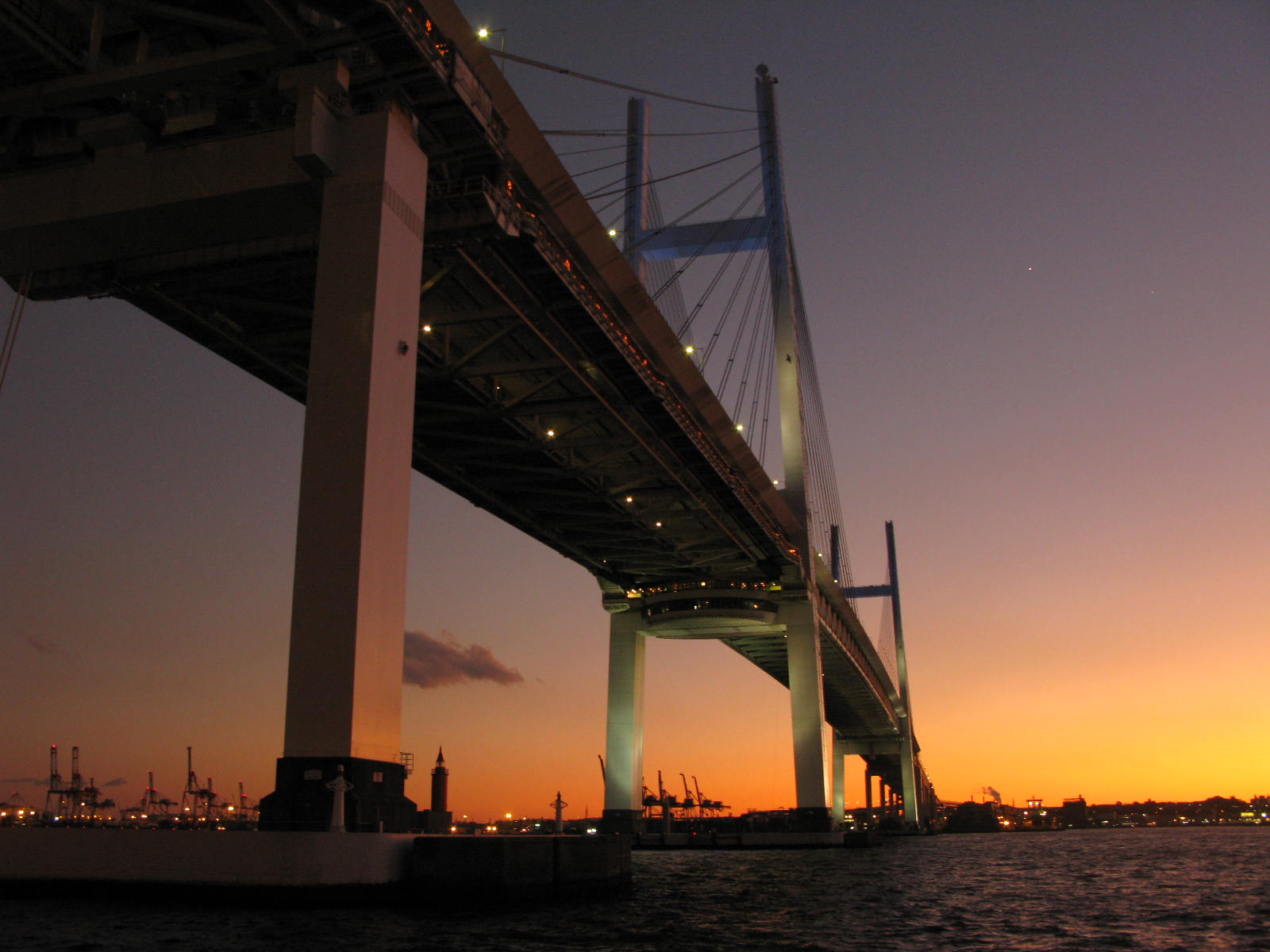
横浜ベイブリッジ（上層部は首都高速湾岸線、下層部は国道357号）

高速道路
- 首都高速道路株式会社
  - 首都高速道路
    - (B1)湾岸線
    - (K1)横羽線
    - (K2)三ツ沢線
    - (K3)狩場線
    - (K5)大黒線
    - (K6)川崎線
    - (K7)横浜北線
- 東日本高速道路株式会社
  - 東京湾アクアライン
  - 第三京浜道路
  - 横浜横須賀道路
  - 横浜新道
- 中日本高速道路株式会社
  - 東名高速道路
  - 新東名高速道路（※一部完成）
  - 中央自動車道
  - 小田原厚木道路
  - 新湘南バイパス
  - 西湘バイパス
  - 首都圏中央連絡自動車道（圏央道）
- 国土交通省関東地方整備局横浜国道事務所
  - 保土ヶ谷バイパス

一般国道
- 国道1号
- 国道15号
- 国道16号
- 国道20号
- 国道129号
- 国道132号
- 国道133号
- 国道134号
- 国道135号
- 国道246号
- 国道255号
- 国道271号
- 国道357号
- 国道409号
- 国道412号
- 国道413号
- 国道467号
- 国道468号

県道
神奈川県の県道一覧を参照されたい。なお、混同を避けるため県内を走る国道の番号は使用していない。

### 空港
県内に民間空港はない。最寄の空港は東京国際空港・成田国際空港（国際線）である。なお、日本の太平洋に面する都道府県で民間空港がないのは、神奈川県と三重県だけである。

### 港湾
- 東京湾フェリー（久里浜港-金谷港）
- 東海汽船（久里浜港-伊豆大島・東京）
- 東京九州フェリー（横須賀港 - 新門司）

かつてはマリンエキスプレス（川崎港-那智勝浦港-宮崎港・日向港）、シャトル・ハイウェイライン（久里浜港-大分大在港）などが営業していた。

## 文化

### 方言
- 神奈川県方言 - 県全域でまとまった方言というものは存在しない。

### 食文化
郷土料理
駅弁
- 崎陽軒のシウマイ弁当
- 鯵の押し寿司
- サンドウィッチなど

### 伝統工芸
経済産業大臣指定伝統的工芸品
- 鎌倉彫（漆器、1979年）
- 小田原漆器（漆器、1984年）
- 箱根寄木細工（木工品、1984年）

伝統工芸品

### 音楽
神奈川県歌
- 光あらたに（1950年～）
- 神奈川県々歌（1931年～）

民謡
- 野毛節
- ダンチョネ節

ご当地ソング

## スポーツ
サッカー
- 川崎フロンターレ（Jリーグ 川崎市）
- 横浜F・マリノス（Jリーグ 横浜市・横須賀市・大和市）
- 横浜FC（Jリーグ 横浜市）
- 湘南ベルマーレ（Jリーグ 平塚市など10市町）
- 横浜スポーツ&カルチャークラブ（Jリーグ 横浜市）
- S.C.相模原（Jリーグ 相模原市）
- ノジマステラ神奈川相模原（WEリーグ　相模原市）
- 日体大 FIELDS 横浜（なでしこリーグ　横浜市）
- ニッパツ横浜FCシーガルズ（なでしこリーグ　横浜市）
- 大和シルフィード（なでしこリーグ　大和市）

※その他、神奈川県社会人サッカーリーグ、関東サッカーリーグなどにも神奈川県のチームがある。
野球
- 横浜DeNAベイスターズ（プロ野球・セントラル・リーグ 横浜市）
- 神奈川フューチャードリームス（独立リーグ・ルートインBCリーグ）
- YKSホワイトキングス（独立リーグ・ベイサイドリーグ）
- ENEOS野球部（社会人野球 横浜市）
- 東芝野球部（同上 川崎市）
- 三菱重工East硬式野球部（同上 横浜市）

バレーボール - Vリーグ
- 富士通カワサキレッドスピリッツ（男子、川崎市）
- NECレッドロケッツ（女子、練習場が川崎市、チーム所在地は東京都）

バスケットボール
- 横浜ビー・コルセアーズ（Bリーグ　横浜市）
- 川崎ブレイブサンダース（Bリーグ　川崎市）
- 横浜エクセレンス（B3.LEAGUE　横浜市）
- 湘南ユナイテッドBC（B3.LEAGUE　藤沢市）
- 富士通レッドウェーブ（Wリーグ　川崎市）
- 横浜ギガスピリッツ（横浜市 かつてのいすゞ自動車バスケットボール部→横浜ギガキャッツ）

ラグビー
- 三菱重工相模原ダイナボアーズ（ジャパンラグビーリーグワン 相模原市）
- 横浜キヤノンイーグルス（ジャパンラグビーリーグワン 横浜市） [54]

アメリカンフットボール - Xリーグ
- 富士通フロンティアーズ（川崎市）
- ノジマ相模原ライズ（相模原市）

ソフトボール
- 日立サンディーバ（横浜市）

アイスホッケー - アジアリーグ
- 横浜GRITS（横浜市）

陸上競技
- DeNAアスレティックスエリート（横浜市）
- プレス工業陸上競技部（藤沢市）
- パナソニック女子陸上競技部（横浜市）

卓球
- 木下アビエル神奈川（Tリーグ） - 石川佳純などが所属

ボクシング
- 横浜光ボクシングジム（横浜市）
- 花形ボクシングジム（横浜市）
- 大橋ボクシングジム（横浜市）
- 神奈川渥美ボクシングジム（川崎市）

プロレス
- 全日本プロレス（横浜市）
- 大日本プロレス（横浜市）
- ワールド女子プロレス・ディアナ（川崎市）

県内にファーム本拠地を置くスポーツクラブ（上記記載を除く）
- 読売ジャイアンツ（プロ野球・セントラル・リーグ）
  - 読売ジャイアンツ球場（川崎市多摩区）をイースタン・リーグに所属するファームチームの本拠地としている

## 観光・史跡
神奈川県の入込観光客数は1億7,119万人（延べ数、2008年（平成20年））で、地域別では横浜・川崎地域が最も多く、宿泊客数では箱根・湯河原地域が最も多い。また、国土交通省の調べによると、神奈川県の延べ宿泊者数は約1000万人泊（2007年（平成19年））となっており、47都道府県中では沖縄県に次ぐ第7位で、長野県、愛知県と並ぶ。一方、外国人観光客数は2019年に250万人に及び、延べ宿泊者数は294万人泊であった。
- かながわの景勝50選
- かながわの橋100選
- かながわの美林50選
- かながわのまちなみ100選
- かながわの花の名所100選
- かながわの探鳥地50選
- かながわの公園50選
- 神奈川県の公園一覧　など[58]

### 有形文化財建造物
- 国宝
  - 円覚寺舎利殿

## 対外関係
神奈川県は、以下の国内外の地域と友好交流関係を結んでいる。
| 国・名称                                 | 年   |
| ---------------------------------------- | ---- |
| アメリカ・メリーランド州                 | 1981 |
| 中国・遼寧省                             | 1983 |
| ドイツ・バーデン＝ヴュルテンベルク州     | 1989 |
| 韓国・京畿道                             | 1990 |
| ウクライナ・オデッサ州                   | 1986 |
| マレーシア・ペナン州                     | 1991 |
| スウェーデン・ヴェストラジョータランド県 | 1998 |
| オーストラリア・ゴールドコースト市       | 1990 |
| 日本・富山県                             | 2008 |
| 日本・鹿児島県                           | 2013 |